# 앤드루 존슨 제1차 탄핵 조사
앤드루 존슨에 대한 첫 탄핵 조사는 1867년 1월 7일 미국 하원의 투표를 통해 미국 대통령 앤드루 존슨의 잠재적인 탄핵을 조사하기 위해 시작되었다. 조사는 미국 하원 사법위원회가 진행했다.
조사 승인 투표는 공화당에게 존슨을 공식적으로 탄핵하지 않고도 그에 대한 불만을 표출할 기회를 주는 것으로 여겨졌다. 대부분의 의원들은 하원 사법위원회가 탄핵에 반대하는 입장을 취할 것으로 예상했다. 그러나 놀랍게도 위원회는 1867년 11월 25일 5대 4로 탄핵을 권고하는 투표를 했다(몇 달 전에 예비 투표에서는 반대했었다). 이러한 권고에도 불구하고, 하원은 1867년 12월 7일 57대 108로 존슨의 탄핵에 반대하는 투표를 했으며, 탄핵에 찬성하는 공화당 의원보다 반대하는 의원이 더 많았다.
이 탄핵 조사는 제2차 탄핵 조사(1868년 1월 시작)에 선행했으며, 이는 1868년 2월 24일 존슨의 탄핵에 앞서 중요한 역할을 했다.

## 배경
일부 공화당 급진파는 일찍이 1866년부터 앤드루 존슨 대통령의 탄핵을 고려했었다. 그러나 공화당은 탄핵에 대해 분열되어 있었고, 다수를 차지하던 당내 온건파는 이 시점에서 탄핵에 대체로 반대했다. 급진파는 존슨이 재건에 대한 강력한 개혁 계획을 크게 위태롭게 했기 때문에 탄핵에 더 찬성했다. 탄핵을 처음 모색한 공화당 급진파 중 한 명은 하원 영토위원회 위원장 제임스 미첼 애슐리였다. 애슐리는 링컨 암살 음모에 존슨이 연루되었다고 비난하는 근거 없는 음모론을 확신했다. 따라서 애슐리는 존슨을 직위에서 해임하려는 강한 개인적 동기를 가지고 있었다. 애슐리는 조용히 탄핵 조사를 시작했다. 미국에서 연방 탄핵은 드문 일이었다.
공화당 급진파는 탄핵을 시작하려는 여러 시도를 했지만, 당 지도부의 온건 공화당원에 의해 성공적으로 저지되었다. 1866년 12월 하원 공화당 간부 회의 후, 존슨을 탄핵하려는 모든 추가 노력을 막기 위해 당의 간부 회의를 이끌던 온건 공화당원들은 공화당 간부 회의를 위한 규칙을 통과시켰는데, 이 규칙은 하원 공화당원의 과반수와 미국 하원 사법위원회 위원 과반수 모두가 당 간부 회의에서 탄핵에 관한 어떠한 조치도 하원에서 고려되기 전에 승인해야 한다고 규정했다. 공화당 급진파는 계속해서 존슨의 탄핵을 추진했다. 그들은 공화당 간부 회의를 위해 마련된 규칙을 어겼다. 급진파는 여러 탄핵 결의안을 제안했고, 온건 공화당원들은 종종 위원회에 회부함으로써 이를 억제했다.
1867년 초까지 의회는 매일 존슨의 해임을 요구하는 청원을 접수하고 있었다. 이 청원들은 주로 중서부 주에서 왔다. 이 청원들은 존슨의 해임을 요구하는 조직적인 캠페인의 결과였다. 이 청원들의 서명 수는 다양했는데, 어떤 것은 서명자가 세 명에 불과한 반면, 다른 청원들은 서명자가 삼백 명에 달했다.
1866년 12월 제39대 의회의 레임덕 제3차 회기가 시작될 무렵, 많은 공화당 급진파는 존슨 탄핵 전망을 조사할 특별위원회 설치를 요구하고 있었지만, 이는 여전히 공화당 간부 회의 내에서 저항에 직면했다. 1866년 12월 17일, 제임스 미첼 애슐리는 하원 탄핵 조사를 시작하려고 시도했지만, 그의 결의안을 고려하기 위한 규칙 유예 동의안은 88대 49로 부결되었는데, 이는 규칙 유예에 필요한 3분의 2 다수에 미치지 못했다. 그럼에도 불구하고, 애슐리는 새디어스 스티븐스와 함께 탄핵 결의안을 다시 하원 전체에 상정하기로 합의했다.

## 하원의 조사 승인 결의안 통과

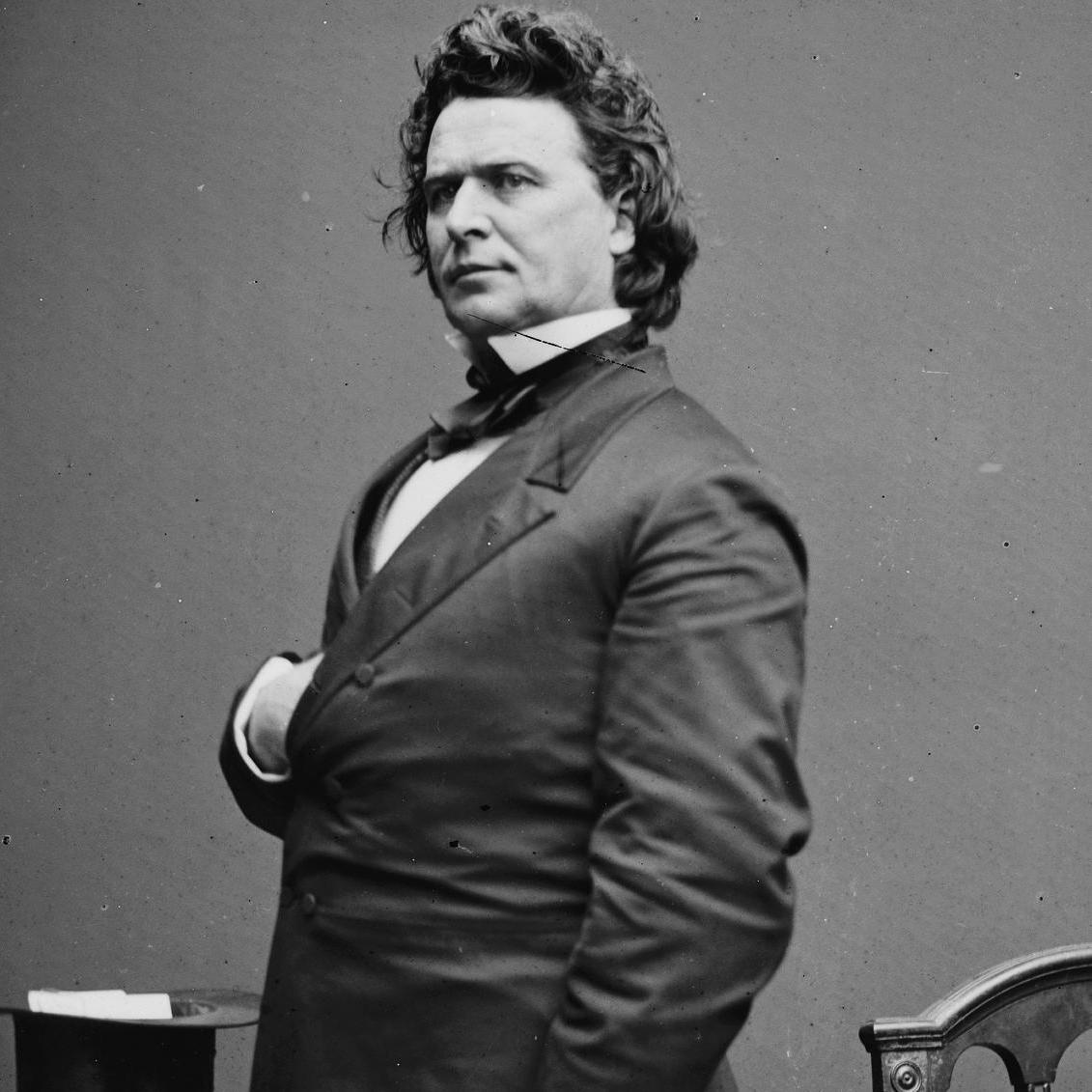
탄핵 조사를 승인하는 결의안은 제임스 미첼 애슐리가 작성했다.

1867년 1월 7일, 벤저민 F. 론, 존 R. 켈소, 제임스 미첼 애슐리는 각각 존슨에 대한 세 가지 별개의 탄핵 결의안을 제출했다. 하원은 론이나 켈소의 결의안에 대해 토론하거나 투표하는 것을 거부했다. 그러나 애슐리의 탄핵 관련 결의안에 대한 투표는 허용했다. 그날 제출된 다른 두 탄핵 법안(존슨을 즉시 탄핵할 것)과 달리, 애슐리의 법안은 탄핵 절차가 어떻게 진행될지에 대한 구체적인 개요를 제시했으며, 즉각적인 탄핵으로 시작하지 않았다. 그의 결의안은 대통령의 직접적인 탄핵 투표로 가는 대신, 사법위원회에 "앤드루 존슨의 공적인 행위를 조사"하도록 지시하여, 존슨의 "부패하게 사용된" 권력과 "권력 찬탈"을 조사하도록 했다. 여기에는 존슨의 정치적 임명, 사면 권한 사용(전 남부 연합군에 대한 사면을 암시), 법률에 대한 거부권, 몰수된 재산 매각, 그리고 선거에 대한 alleged 간섭 등이 포함되었다. "중대한 범죄 및 비행"이라는 일반적인 혐의와 수많은 alleged 부패 사례를 언급했지만, 애슐리의 결의안은 존슨이 저지른 중대한 범죄 및 비행이 무엇인지 구체적으로 명시하지 않았다. 결의안에 나열된 불만 사항은 주로 애슐리가 존슨에게 가지고 있던 정치적 불만이었다.

결의안의 내용은 다음과 같다. 
나는 미국 부통령이자 대통령 대행인 앤드루 존슨을 중대한 범죄 및 비행으로 탄핵한다:
나는 그를 권력 찬탈 및 법률 위반으로 고발한다:
그가 임명권을 부패하게 사용했다는 점에서;
그가 사면권을 부패하게 사용했다는 점에서;
그가 거부권을 부패하게 사용했다는 점에서;
그가 미국 공공 재산을 부패하게 처분했다는 점에서;
그가 선거에 부패하게 간섭했으며, 헌법의 관점에서 볼 때 중대한 범죄 및 비행에 해당하는 행위를 저질렀다는 점에서:
따라서,
하원 법사위원회는 미국 부통령 앤드루 존슨의 공적인 행위를 조사할 권한을 부여받으며, 그는 미국 대통령의 권한과 의무를 수행하고 있으며, 이 하원에, 앤드루 존슨이 재임 중 미국 정부 또는 그 어떤 부처나 사무실을 전복, 전복, 또는 부패시키기 위해 고안되거나 계산된 행위를 저질렀는지 여부; 그리고 앤드루 존슨이 헌법의 관점에서 볼 때 이 하원의 헌법적 권한의 개입을 필요로 하는 중대한 범죄 및 비행에 해당하는 어떤 행위를 저질렀거나 다른 사람들과 공모하여 그러한 행위를 저질렀는지 여부를 보고해야 한다; 그리고 위원회는 사람과 서류를 소환하고 증인에게 통상적인 선서를 시킬 권한을 가진다.

결의안은 하원에서 108대 39로 통과되었다. 이는 공화당에게 존슨을 공식적으로 탄핵하지 않고도 불만을 표출할 기회를 제공하는 것으로 여겨졌다. 많은 공화당원들은 사법위원회에서 탄핵 결의안이 조용히 폐기될 것이라고 믿었다. 결의안에 찬성표를 던진 108명의 하원 의원 중 1명은 민주당원, 99명은 공화당원, 7명은 무조건 연합파, 1명은 무소속 공화당원이었다. 반대표를 던진 6명 중 25명은 민주당원, 6명은 공화당원, 3명은 무조건 연합파, 5명은 연합파였다. 44명의 의원들은 불참했다(민주당 14명, 공화당 28명, 무조건 연합파 2명). 또한, 하원 의장 스카일러 콜팩스(공화당원)는 투표하지 않았다. 하원 규칙상 의장은 투표가 결정적이거나 투표가 투표용지로 진행되는 경우가 아니면 일반적인 입법 절차에서 투표할 필요가 없다.
공식 기록에 따르면 민주당원 존 윈스럽 챈러는 결의안에 찬성표를 던진 것으로 나타난다(따라서 이 문서는 그가 찬성표를 던진 것으로 기록한다). 그러나 투표 후 뉴욕 트리뷴은 이것이 서기 오류일 가능성이 높다고 강력히 의심했다.
| 찬성 | 1  | 99 | 7 | 0 | 1 | 108 |
| 반대 | 25 | 6  | 3 | 5 | 0 | 39  |

| 투표        | 총 투표수 |
| ----------- | --------- |
| "찬성" 투표 | 108       |
| "반대" 투표 | 39        |
| 불참/미투표 | 45        |

| 지역구 | 의원                       | 당파 | 당파          | 투표           |
| --- | -------------------------- | ---- | ------------- | -------------- |
| Massachusetts 6 | 존 B. 앨리                 |      | 공화당        | 찬성           |
| Iowa 3 | 윌리엄 B. 앨리슨           |      | 공화당        | 찬성           |
| Massachusetts 2 | 오크스 에임스              |      | 공화당        | 찬성           |
| Pennsylvania 8 | 시드넘 엘내서 애나코나     |      | 민주당        | 반대           |
| Missouri 9 | 조지 워싱턴 앤더슨         |      | 공화당        | 불참           |
| Tennessee 6 | 새뮤얼 메이스 아넬         |      | 무조건 연합   | 찬성           |
| Nevada at-large | 델로스 R. 애슐리           |      | 공화당        | 찬성           |
| Ohio 10 | 제임스 미첼 애슐리         |      | 공화당        | 찬성           |
| Illinois 12 | 제후 베이커                |      | 공화당        | 찬성           |
| Massachusetts 8 | 존 데니슨 볼드윈           |      | 공화당        | 찬성           |
| Massachusetts 5 | 나다니엘 P. 뱅크스         |      | 공화당        | 찬성           |
| Pennsylvania 17 | 아브라함 앤드루스 바커     |      | 공화당        | 찬성           |
| Vermont 3 | 포터스 백스터              |      | 공화당        | 찬성           |
| Michigan 1 | 페르난도 C. 비먼           |      | 공화당        | 찬성           |
| Missouri 8 | 존 F. 벤자민               |      | 공화당        | 찬성           |
| New York 2 | 튜니스 G. 버겐             |      | 민주당        | 반대           |
| California 3 | 존 비드웰                  |      | 공화당        | 찬성           |
| Ohio 16 | 존 빙햄                    |      | 공화당        | 찬성           |
| Maine 3 | 제임스 G. 블레인           |      | 공화당        | 찬성           |
| Missouri 2 | 헨리 테일러 블로우         |      | 공화당        | 불참           |
| Massachusetts 7 | 조지 S. 바우트웰           |      | 공화당        | 찬성           |
| Pennsylvania 6 | 벤자민 마클리 보이어       |      | 민주당        | 불참           |
| Connecticut 3 | 아우구스투스 브랜디지      |      | 공화당        | 찬성           |
| Illinois 7 | 헨리 P. H. 브롬웰          |      | 공화당        | 찬성           |
| Pennsylvania 7 | 존 마틴 브롬올             |      | 공화당        | 찬성           |
| Ohio 9 | 랠프 포머로이 버클랜드     |      | 공화당        | 찬성           |
| Ohio 11 | 헤제키아 S. 번디           |      | 공화당        | 찬성           |
| Tennessee 5 | 윌리엄 B. 캠벨             |      | 연합파        | 반대           |
| New York 7 | 존 윈스럽 챈러             |      | 민주당        | 찬성           |
| Ohio 6 | 리더 W. 클라크             |      | 공화당        | 찬성           |
| Kansas at-large | 시드니 클라크              |      | 공화당        | 찬성           |
| Wisconsin 3 | 아마사 콥                  |      | 공화당        | 찬성           |
| New York 21 | 로스코 콩클링              |      | 공화당        | 불참           |
| Indiana 9 | 스카일러 콜팩스            |      | 공화당        | 미투표 (의장)α |
| Illinois 6 | 버턴 C. 쿡                 |      | 공화당        | 찬성           |
| Tennessee 4 | 에드먼드 쿠퍼              |      | 연합파        | 반대           |
| Illinois 8 | 셸비 무어 컬럼             |      | 공화당        | 찬성           |
| Pennsylvania 20 | 찰스 버논 컬버             |      | 공화당        | 찬성           |
| New York 9 | 윌리엄 어거스터스 달링     |      | 공화당        | 찬성           |
| New York 23 | 토마스 트레드웰 데이비스   |      | 공화당        | 반대           |
| Massachusetts 10 | 헨리 도스                  |      | 공화당        | 불참           |
| Pennsylvania 21 | 존 리틀턴 도슨             |      | 민주당        | 반대           |
| Indiana 10 | 조셉 H. 데프리스           |      | 공화당        | 찬성           |
| Ohio 13 | 콜럼버스 딜라노            |      | 공화당        | 찬성           |
| Connecticut 1 | 헨리 데밍                  |      | 공화당        | 찬성           |
| Pennsylvania 12 | 찰스 데니슨                |      | 민주당        | 불참           |
| Rhode Island 2 | 나단 F. 딕슨 2세           |      | 공화당        | 찬성           |
| New York 8 | 윌리엄 E. 닷지             |      | 공화당        | 반대           |
| Minnesota 2 | 이그나티우스 L. 도넬리     |      | 공화당        | 찬성           |
| Michigan 6 | 존 F. 드리그스             |      | 공화당        | 찬성           |
| Indiana 6 | 존 F. 드리그스             |      | 공화당        | 불참           |
| Ohio 17 | 에프라임 R. 에클리         |      | 공화당        | 찬성           |
| Ohio 1 | 벤자민 에글스턴            |      | 공화당        | 불참           |
| Wisconsin 4 | 찰스 A. 엘드리지           |      | 민주당        | 반대           |
| Massachusetts 1 | 토마스 D. 엘리엇           |      | 공화당        | 불참           |
| Illinois 2 | 존 F. 판스워스             |      | 공화당        | 찬성           |
| Indiana 4 | 존 핸슨 파쿼               |      | 공화당        | 찬성           |
| Michigan 4 | 토마스 W. 페리             |      | 공화당        | 찬성           |
| Ohio 12 | 윌리엄 E. 핀크             |      | 민주당        | 반대           |
| Ohio 19 | 제임스 A. 가필드           |      | 공화당        | 찬성           |
| Pennsylvania 15 | 아담 존 글로스브렌너       |      | 민주당        | 반대           |
| New York 14 | 찰스 굿이어                |      | 민주당        | 불참           |
| Iowa 4 | 조시아 부시넬 그린넬       |      | 공화당        | 찬성           |
| New York 15 | 존 어거스터스 그리슨월드   |      | 공화당        | 불참           |
| New York 16 | 로버트 S. 헤일             |      | 공화당        | 불참           |
| Kentucky 4 | 아론 하딩                  |      | 민주당        | 반대           |
| Illinois 4 | 애브너 C. 하딩             |      | 공화당        | 찬성           |
| Maryland 5 | 벤자민 그윈 해리스         |      | 민주당        | 불참           |
| New York 28 | 로즈웰 하트                |      | 공화당        | 찬성           |
| Tennessee 7 | 아이작 로버츠 호킨스       |      | 연합파        | 반대           |
| Ohio 2 | 러더퍼드 B. 헤이스         |      | 공화당        | 찬성           |
| Oregon at-large | 제임스 헨리 디키 헨더슨    |      | 공화당        | 찬성           |
| California 2 | 윌리엄 히그비              |      | 공화당        | 찬성           |
| Indiana 3 | 랄프 힐                    |      | 공화당        | 찬성           |
| Kentucky 3 | 엘리야 하이즈              |      | 민주당        | 반대           |
| Missouri 1 | 존 호건                    |      | 민주당        | 반대           |
| New York 22 | 시드니 홈즈                |      | 공화당        | 찬성           |
| Massachusetts 4 | 새뮤얼 후퍼                |      | 공화당        | 찬성           |
| New York 26 | 자일스 홋치키스            |      | 공화당        | 불참           |
| Iowa 6 | 아사헬 W. 허버드           |      | 공화당        | 불참           |
| West Virginia 1 | 체스터 D. 허바드           |      | 무조건 연합   | 찬성           |
| New York 19 | 데마스 허버드 주니어       |      | 공화당        | 불참           |
| Connecticut 4 | 존 헨리 허버드             |      | 공화당        | 찬성           |
| New York 13 | 에드윈 N. 허벨             |      | 민주당        | 불참           |
| Ohio 8 | 제임스 랜돌프 허벨         |      | 공화당        | 반대           |
| New York 17 | 캘빈 T. 헐버드             |      | 공화당        | 불참           |
| New York 30 | 제임스 M. 험프리           |      | 민주당        | 반대           |
| New York 3 | 존 W. 헌터                 |      | 민주당        | 반대           |
| Illinois 5 | 에본 C. 잉거솔             |      | 공화당        | 찬성           |
| Rhode Island 1 | 토마스 젠크스              |      | 공화당        | 찬성           |
| Pennsylvania 11 | 필립 존슨                  |      | 민주당        | 불참           |
| New York 4 | 모건 존스                  |      | 민주당        | 불참           |
| Indiana 5 | 조지 워싱턴 줄리안         |      | 공화당        | 찬성           |
| Iowa 5 | 존 A. 카손                 |      | 공화당        | 찬성           |
| Pennsylvania 4 | 윌리엄 D. 켈리             |      | 공화당        | 찬성           |
| Missouri 4 | 존 R. 켈소                 |      | 무소속 공화당 | 찬성           |
| Indiana 2 | 마이클 C. 커               |      | 민주당        | 반대           |
| New York 12 | 존 H. 케첨                 |      | 공화당        | 찬성           |
| Pennsylvania 16 | 윌리엄 쿤츠                |      | 공화당        | 불참           |
| Illinois 13 | 앤드루 J. 퀴켄달           |      | 공화당        | 찬성           |
| New York 20 | 애디슨 H. 라플린           |      | 공화당        | 불참           |
| West Virginia 2 | 조지 R. 라탐               |      | 무조건 연합   | 반대           |
| Pennsylvania 24 | 조지 반 에만 로렌스        |      | 공화당        | 찬성           |
| Ohio 4 | 윌리엄 로렌스              |      | 공화당        | 찬성           |
| Ohio 5 | 프랜시스 셀레스트 르 블롱  |      | 민주당        | 불참           |
| Tennessee 8 | 존 W. 레프트위치           |      | 연합파        | 반대           |
| Missouri 7 | 벤자민 F. 론               |      | 공화당        | 찬성           |
| Michigan 3 | 존 W. 롱이어               |      | 공화당        | 찬성           |
| Maine 1 | 존 린치                    |      | 공화당        | 찬성           |
| Illinois 11 | 새뮤얼 S. 마셜             |      | 민주당        | 불참           |
| New Hampshire 1 | 길먼 마스턴                |      | 공화당        | 찬성           |
| New York 18 | 제임스 M. 마빈             |      | 공화당        | 찬성           |
| Tennessee 2 | 호레이스 메이너드          |      | 무조건 연합   | 찬성           |
| Missouri 5 | 조셉 W. 맥클러그           |      | 공화당        | 찬성           |
| Maryland 1 | 하이럼 맥컬러프            |      | 민주당        | 반대           |
| Wisconsin 6 | 월터 D. 맥킨도             |      | 공화당        | 불참           |
| Kentucky 9 | 새뮤얼 맥키                |      | 무조건 연합   | 찬성           |
| California 1 | 도날드 C. 맥루어           |      | 공화당        | 찬성           |
| Pennsylvania 13 | 율리시스 머큐리            |      | 공화당        | 찬성           |
| Pennsylvania 14 | 조지 펀스턴 밀러           |      | 공화당        | 찬성           |
| Pennsylvania 22 | 제임스 K. 무어헤드         |      | 공화당        | 찬성           |
| Vermont 2 | 저스틴 스미스 모릴         |      | 공화당        | 찬성           |
| New York 25 | 다니엘 모리스              |      | 공화당        | 불참           |
| Illinois at-large | 새뮤얼 휠러 몰턴           |      | 공화당        | 찬성           |
| Pennsylvania 3 | 레너드 마이어스            |      | 공화당        | 찬성           |
| New Jersey 2 | 윌리엄 A. 뉴웰             |      | 공화당        | 불참           |
| Indiana 1 | 윌리엄 E. 니블랙           |      | 민주당        | 반대           |
| Delaware at-large | 존 A. 니콜슨               |      | 민주당        | 반대           |
| Missouri 3 | 토마스 E. 노엘             |      | 공화당        | 반대           |
| Pennsylvania 2 | 찰스 오닐                  |      | 공화당        | 찬성           |
| Indiana 8 | 갓러브 스타인 오스         |      | 공화당        | 찬성           |
| Wisconsin 1 | 핼버트 E. 페인             |      | 공화당        | 찬성           |
| New Hampshire 3 | 제임스 W. 패터슨           |      | 공화당        | 찬성           |
| Maine 2 | 시드니 퍼햄                |      | 공화당        | 찬성           |
| Maryland 3 | 찰스 E. 펠프스             |      | 무조건 연합   | 반대           |
| Maine 5 | 프레더릭 오거스터스 파이크 |      | 공화당        | 찬성           |
| Ohio 15 | 토비아스 A. 플랜츠         |      | 공화당        | 불참           |
| New York 24 | 시어도어 M. 포메로이       |      | 공화당        | 불참           |
| Iowa 2 | 하이럼 프라이스            |      | 공화당        | 찬성           |
| New York 10 | 윌리엄 래드포드            |      | 민주당        | 불참           |
| Pennsylvania 1 | 새뮤얼 J. 랜들             |      | 민주당        | 반대           |
| Kentucky 8 | 윌리엄 H. 랜들             |      | 무조건 연합   | 찬성           |
| New York 6 | 헨리 자비스 레이몬드       |      | 공화당        | 반대           |
| Massachusetts 3 | 알렉산더 H. 라이스         |      | 공화당        | 찬성           |
| Maine 4 | 존 H. 라이스               |      | 공화당        | 찬성           |
| Kentucky 2 | 버웰 리터                  |      | 민주당        | 반대           |
| New Jersey 4 | 앤드루 J. 로저스           |      | 민주당        | 불참           |
| New Hampshire 2 | 에드워드 H. 롤린스         |      | 공화당        | 불참           |
| Illinois 9 | 루이스 위난스 로스         |      | 민주당        | 반대           |
| Kentucky 5 | 로벨 루소                  |      | 무조건 연합   | 찬성           |
| Wisconsin 5 | 필레터스 소여              |      | 공화당        | 찬성           |
| Ohio 3 | 로버트 C. 쉔크             |      | 공화당        | 찬성           |
| Pennsylvania 19 | 글렌니 윌리엄 스코필드     |      | 공화당        | 찬성           |
| Kentucky 7 | 조지 S. 섕클린             |      | 민주당        | 반대           |
| Ohio 7 | 새뮤얼 셸라바거            |      | 공화당        | 불참           |
| New Jersey 3 | 찰스 싯그리브스            |      | 민주당        | 불참           |
| Wisconsin 2 | 이타마르 슬론              |      | 공화당        | 불참           |
| Ohio 18 | 루퍼스 P. 스폴딩           |      | 공화당        | 반대           |
| New Jersey 1 | 존 F. 스태르               |      | 공화당        | 찬성           |
| Pennsylvania 9 | 새디어스 스티븐스          |      | 공화당        | 찬성           |
| Indiana 11 | 토마스 N. 스틸웰           |      | 공화당        | 불참           |
| Tennessee 3 | 윌리엄 브리클리 스톡스     |      | 무조건 연합   | 찬성           |
| Pennsylvania 10 | 마이어 스트로스            |      | 민주당        | 반대           |
| New York 1 | 스티븐 테이버              |      | 민주당        | 반대           |
| Tennessee 1 | 나다니엘 그린 테일러       |      | 연합파        | 반대           |
| New York 5 | 넬슨 테일러                |      | 민주당        | 반대           |
| Pennsylvania 4 | 마틴 러셀 테이어           |      | 공화당        | 찬성           |
| Maryland 4 | 프랜시스 토마스            |      | 무조건 연합   | 찬성           |
| Maryland 2 | 존 루이스 토마스 주니어    |      | 무조건 연합   | 찬성           |
| Illinois 10 | 앤서니 손턴                |      | 민주당        | 불참           |
| Kentucky 1 | 로렌스 S. 트림블           |      | 민주당        | 반대           |
| Michigan 5 | 롤랜드 E. 트로우브리지     |      | 공화당        | 찬성           |
| Michigan 2 | 찰스 업슨                  |      | 공화당        | 찬성           |
| New York 31 | 헨리 반 아넘               |      | 공화당        | 찬성           |
| New York 29 | 버트 반 혼                 |      | 공화당        | 불참           |
| Missouri 6 | 로버트 T. 반 혼            |      | 공화당        | 불참           |
| Kentucky 6 | 앤드루 H. 워드             |      | 민주당        | 반대           |
| New York 27 | 해밀턴 워드                |      | 공화당        | 찬성           |
| Connecticut 2 | 새뮤얼 L. 워너             |      | 공화당        | 찬성           |
| Indiana 7 | 헨리 D. 워시번             |      | 공화당        | 찬성           |
| Massachusetts 9 | 윌리엄 B. 워시번           |      | 공화당        | 불참           |
| Illinois 3 | 엘리후 B. 워시번           |      | 공화당        | 찬성           |
| Ohio 14 | 마틴 웰커                  |      | 공화당        | 찬성           |
| Illinois 1 | 존 웬트워스                |      | 공화당        | 찬성           |
| West Virginia 3 | 켈리안 훼일러              |      | 무조건 연합   | 반대           |
| Pennsylvania 23 | 토마스 윌리엄스            |      | 공화당        | 찬성           |
| Iowa 1 | 제임스 F. 윌슨             |      | 공화당        | 찬성           |
| Pennsylvania 18 | 스티븐 파울러 윌슨         |      | 공화당        | 찬성           |
| Minnesota 1 | 윌리엄 윈덤                |      | 공화당        | 찬성           |
| New York 11 | 찰스 H. 윈필드             |      | 민주당        | 반대           |
| Vermont 1 | 프레더릭 E. 우드브리지     |      | 공화당        | 불참           |
| New Jersey 5 | 에드윈 R. V. 라이트        |      | 민주당        | 불참           |
| 주석: ^α 스카일러 콜팩스는 하원 의장으로 재직 중이었다. 하원 규칙에 따르면, "의장은 보통 입법 절차에서 투표할 필요가 없으며, 단지 그러한 투표가 결정적이거나 하원이 투표용지로 투표하는 경우에만 투표한다." |                            |      |               |                |

## 조사
결과적인 조사는 11개월간 지속되었고, 89명의 증인이 인터뷰되었으며, 1,200페이지의 증언이 수집되었다. 조사에 참여하여 하원 사법위원회 앞에 출두한 사람들 중에는 존 코보드(탄핵을 촉구했다), 조셉 스콧 풀러턴, 조셉 S. 파울러, 에드윈 M. 스탠턴, 라파예트 C. 베이커, 윌리엄 바클리 냅턴, 루퍼스 섹스턴, 토마스 W. 콘웨이, 그리고 예레미야 S. 블랙이 있었다. 인터뷰 대상자 중에는 존슨에게 사면을 받은 사람들과 그가 해고했던 사람들이 포함되었다. 존 에반스와 제롬 B. 채피는 콜로라도주의 주 승격 법안에 대한 존슨의 거부권 행사와 관련된 증언을 했다.
존슨 대통령은 조사의 승인에 분노했다고 보고되었다. 그는 핑커톤 탐정 사무소를 통해 조사를 비밀리에 감시했다. 하인즈의 하원 선례(Precedents of the House of Representatives)에 따르면, 존슨은 조사 중 위원회 앞에서 변호를 구하지 않은 것으로 보인다.

### 조사 기간 중 하원 사법위원회 위원들

#### 제39대 의회
제39대 의회에서 하원 사법위원회는 공화당원 7명, 민주당원 1명, 무조건 연합파 1명으로 구성되었다.
| 제39대 미국 의회 기간 중 하원 사법위원회 위원 | 제39대 미국 의회 기간 중 하원 사법위원회 위원 | 제39대 미국 의회 기간 중 하원 사법위원회 위원 |
| 공화당 | 민주당                                        | 무조건 연합당                                 |
| --- | --------------------------------------------- | --------------------------------------------- |
| - 제임스 F. 윌슨, 아이오와 (위원회 위원장) - 조지 S. 바우트웰, 매사추세츠 - 버턴 C. 쿡, 일리노이 - 윌리엄 로렌스, 오하이오 - 다니엘 모리스, 뉴욕 - 토마스 윌리엄스, 펜실베이니아 - 프레더릭 E. 우드브리지, 버몬트 | - 시드넘 엘내서 애나코나, 펜실베이니아        | - 프랜시스 토마스, 메릴랜드                   |

#### 제40대 의회
제40대 의회에서 하원 사법위원회는 공화당원 7명과 민주당원 2명으로 구성되었다. 이전 의회의 위원들 모두 제40대 의회에서도 위원으로 재선출되었으나, 민주당원 시드넘 엘내서 애나코나와 공화당원 다니엘 모리스는 미국 하원을 떠났으므로 예외였다. 그들 대신 새로운 위원으로는 민주당원 찰스 A. 엘드리지와 새뮤얼 S. 마셜, 그리고 공화당원 존 C. 처칠이 임명되었다. 이전 의회에서 무조건 연합당원으로 선출되었던 위원 프랜시스 토마스는 제40대 의회에서는 공화당원으로 선출되었다.
| 제40대 미국 의회 기간 중 하원 사법위원회 위원 | 제40대 미국 의회 기간 중 하원 사법위원회 위원           | 제40대 미국 의회 기간 중 하원 사법위원회 위원 |
| 공화당 | 민주당                                                  |                                               |
| --- | ------------------------------------------------------- | --------------------------------------------- |
| - 제임스 F. 윌슨, 아이오와 (위원회 위원장) - 조지 S. 바우트웰, 매사추세츠 - 존 C. 처칠, 뉴욕 - 윌리엄 로렌스, 오하이오 - 프랜시스 토마스, 메릴랜드 - 토마스 윌리엄스, 펜실베이니아 - 프레더릭 E. 우드브리지, 버몬트 | - 찰스 A. 엘드리지, 위스콘신 - 새뮤얼 S. 마셜, 일리노이 |                                               |

### 제39대 의회 기간 중 초기 조사
애슐리의 탄핵 결의안을 준수하기 위해 사법위원회는 비공개 회의에서 증인으로부터 증거를 수집하는 등 탄핵 조사를 천천히 진행하기 시작했다.
1867년 1월 14일, 벤자민 F. 론이 제안했던 조사 결의안이 마침내 하원 전체에서 논의되었다. 론은 하원에서 긴 연설을 했는데, 그는 존슨이 링컨 대통령 암살 공모에 연루되었다고 주로 해석되는 언어를 사용했고, 더 나아가 남부 분리주의와 관련된 자들의 이익을 위해 미국 정부를 장악하려는 음모에 참여했다고 비난했다. 이 결의안은 토마스 젠크스의 동의로 사법위원회에 회부되었고, 1월 28일과 2월 4일에 다시 고려되었다. 론의 결의안을 잠재적 탄핵을 다루는 임무를 맡은 위원회에 회부하려는 이 동의는 최종적으로 하원에서 승인되었다.
위원회에서 채택된 증언에 제시된 위법 행위 혐의는 증거에 의해 크게 뒷받침되지 않았다. 위원회는 존슨에 대한 수많은 혐의를 조사했다. 조사되고 증언이 채택된 사항 중에는 링컨 암살범 존 윌크스 부스의 개인 일기에서 사라진 18페이지의 제거에 존슨이 어떤 역할을 했는지에 대한 질문이 있었다. 이 페이지들이 암살 배후의 공모에 존슨을 연루시켰을 수도 있다는 추측이 있었다. 또 다른 조사된 혐의는 존슨이 콜로라도 준주의 주 승격을 막기 위해 협박이나 엽관 임명을 영향력으로 사용했다는 것이었다. 위원회는 또한 존슨이 웨스트버지니아주 출신 탈영병에게 사면을 주었는지 여부도 조사했다. 또한 주스웨덴 미국 공사 임명이 올바르게 이루어졌는지 여부도 조사했다. 또 다른 조사 대상은 1866년 뉴올리언스 학살이었다. 수입세와 관련된 뉴욕시의 사기 혐의도 조사되었다. 조사된 혐의 중 하나(존슨이 미국 법무장관에게 재건되지 않은 남부 주들의 대표성 부족으로 의회가 불법적일 수도 있다고 믿는지 물었다는 것)는 언론인이 지어낸 이야기로 밝혀졌다.
사법위원회의 초기 청문회는 기괴한 사건이었고, 직무 태만에 대한 실질적인 증언을 제공하는 데 실패했다. 사법위원회의 첫 비공개 청문회는 1867년 2월 6일에 열렸으며, 탐정 라파예트 C. 베이커의 증언이 있었다. 베이커는 링컨 대통령 암살 후 존 윌크스 부스를 추적한 것으로 유명했다. 베이커의 증언은 다양한 증언에서 제시될 증거 없는 혐의들의 분위기를 조성했으며, 베이커는 아무런 증거도 제공하지 않고 존슨을 여러 범죄에 연루시켰다. 그는 먼저 존슨을 반역에 연루시켰는데, 그가 한때 소유했었지만(지금은 소유하지 않음) 기억나지 않는 날짜에 입수했다고 주장하는 전시 편지에 대해 증언하면서, 그 편지가 존슨이 남부 연합 대통령 제퍼슨 데이비스에게 보낸 것이라고 주장했다. 베이커는 편지의 내용을 알지 못했다. 그는 또한 누구로부터 편지를 받았는지도 밝히기를 거부했다. 그러나 그는 그 편지의 존재가 존슨이 남부 연합군과 "함께 갈" 것을 암시한다고 믿었다고 증언했다. 베이커는 다음으로 존슨을 매춘 및 뇌물수수 등 여러 가지에 연루시켰다. 베이커는 작년에 백악관 방문을 막았던 "품위 없는 여성, 즉 유흥업소 여성"(매춘부)인 루시 콥에 대해 증언했다. 그는 존슨이 "남부의 친구들"과 소통하는 비밀 방법이 있으며, 그녀 자신도 남부 연합군에게 대통령 사면을 판매하는 거래에 연루되어 있다고 자신에게 밝혔다고 증언했다.
위원회는 존슨이 남북 전쟁 중 북군에 의해 압류되었던 철도 자산을 전 남부 연합 주주들에게 다시 판매하는 과정에서 부적절한 관계를 맺었는지 여부를 조사했다. 존슨의 부패한 개인적 편애가 이러한 판매에 연루되었을 가능성이 탐구되었다. 그러나 전쟁부 장관 에드윈 M. 스탠턴(공화당 급진파에게 호평받았다)은 이러한 판매에 대한 책임을 졌다. 스탠턴은 위원회에 연방 정부가 철도를 성공적으로 운영하는 데 필요한 노하우가 없었으며, 국가의 전후 경제 회복을 위해서는 철도가 성공적으로 운영할 지식을 가진 개인의 관리 하에 놓여야 한다고 믿었기 때문에 이러한 판매가 정당하다고 말했다.
사법위원회는 제39대 의회의 임기가 만료되면서 조사를 완료할 시간이 부족했지만, 새로운 제40대 의회에서 조사를 계속하기에 "충분한 증언"을 받았다고 판결했다. 1867년 3월 2일, 제39대 의회 종료 이틀 전, 위원회는 다음 의회에서 이 문제를 추가로 검토할 것을 권고했으며, 위원 제임스 F. 윌슨은 이 권고를 의회 전체에 제출했다. 하원 전체는 위원회의 다수 보고서를 낭독받았는데, 이 보고서는 제39대 의회의 만료 시간 동안 어떤 긍정적인 보고서도 적절하게 고려될 수 없으며, 위원회가 대통령에 대한 모든 혐의를 완전히 조사하지 못했으므로 "어떤 결론도 제출하는 것은 부적절하다"고 의견을 표명했다. 이 보고서는 위원회의 공화당 위원장 제임스 F. 윌슨, 그리고 공화당 위원인 조지 S. 바우트웰, 버턴 C. 쿡, 윌리엄 로렌스, 다니엘 모리스, 토마스 윌리엄스, 프레더릭 E. 우드브리지, 그리고 무조건 연합파 위원인 프랜시스 토마스가 승인했다. 유일한 민주당 위원인 시드넘 엘내서 애나코나는 조사의 계속에 반대하는 소수 보고서를 제출했다. 두 보고서 모두 인쇄되어 테이블에 놓도록 명령받았다.

### 제40대 의회의 조사 갱신
제40대 의회는 제39대 의회 말기에 사법위원회가 제시한 권고에 동의하여 위원회에 조사를 계속하도록 명령했다. 제40대 의회 시작 시점에, 의원 벤자민 버틀러는 공화당 간부 회의에 탄핵 조사를 계속할 특별 패널을 만들 것을 촉구했지만 실패했다. 그러나 의원 제임스 미첼 애슐리는 사법위원회에서 조사를 계속하는 데 성공했다.
1867년 3월 7일, 제40대 의회 회기 셋째 날, 애슐리는 사법위원회의 탄핵 조사를 계속할 것을 촉구하는 결의안을 제출했다.

결의안의 내용은 다음과 같다. 
미국 하원의 제39대 의회가 1867년 1월 7일 미국 대통령에 대한 특정 혐의를 조사하는 결의안을 채택했으며, 해당 결의안과 혐의가 조사를 위해 회부된 사법위원회는 시간 부족으로 제39대 의회 임기 만료 전까지 조사를 완료할 수 없었으며, 3월 2일 제출된 사법위원회의 보고서에서 위원회는 수집된 증거가 이 의회에서 조사를 계속해야 할 충분한 성격을 가지고 있다고 선언했으므로:
미국 하원은 다음과 같이 결의한다: 사법위원회는 임명되면 1867년 1월 7일 결의안에서 승인된 조사를 계속하도록 지시받으며, 사람과 서류를 소환하고 증인에게 통상적인 선서를 시킬 권한을 가지며, 위원회는 하원 회기 중 및 의회 또는 이 하원이 휴회하는 동안 회의할 권한을 가진다.
결의한다: 하원 의장은 즉시 사법위원회 위원들을 임명하도록 요청받으며, 이렇게 임명된 위원회는 지난 의회에서 수집된 증언을 담당하도록 지시받으며, 위원회는 일일 6달러를 초과하지 않는 보수로 서기를 임명하고 필요한 속기사를 고용할 권한을 가진다.
더 나아가 결의한다: 하원 서기는 하원의 비상 기금에서 사법위원회 명령에 따라 위원회가 위에서 지시된 조사 및 기타 명령받을 조사를 진행하는 데 필요한 금액을 지불하도록 지시받는다.

존 코보드는 벤자민 버틀러가 작성한 것으로 알려진 수정안을 제안했다. 이 수정안은 사법위원회의 7명의 위원 전원이 참여하는 13명의 특별 위원회가 조사를 계속하도록 했을 것이다. 존 F. 판스워스는 이에 반대하며, 조사는 사법위원회를 통해 계속되어야 한다고 주장했다. 영국 의회의 선례를 인용하고 사법위원회에 대한 모욕이 의도되지 않았다고 선언하면서, 버틀러는 특별 위원회가 조사를 감독하는 것에 찬성했다. 제임스 G. 블레인은 조사를 특별 위원회로 옮기는 것에 반대하며, 그렇게 하는 것은 사법위원회에 대한 비난으로 간주될 것이라고 주장했다. 존 마틴 브롬올도 비슷한 반대 의견을 표명했다. 존 A. 로건은 특별 위원회에 대한 지지를 표명하며, 사법위원회에는 이 문제를 다룰 처방적 권리가 없다고 주장했다. 존 빙햄은 로건의 주장에 반박하며, 미국 연방 탄핵 사건의 8개 선례 중 하나를 제외하고 모두 사법위원회에 회부되었으며, 그 예외는 터무니없는 실책으로 이어졌다고 주장했다. 이 토론 후, 압도적인 다수가 제안된 수정안을 거부하는 데 투표했다.
하원은 애슐리의 조사 갱신 결의안을 토론 후, 그리고 이를 테이블링하려는 동의(33대 119로 부결)가 부결된 후, 반대 없이 채택했다.
제40대 의회가 탄핵 조사를 재승인하기로 투표한 직후, 콜팩스 의장은 사법위원회를 포함한 여러 하원 위원회의 위원들을 임명했다. 탄핵의 강력한 지지자인 버틀러는 사법위원회에 추가되기를 요청했지만 실패했고, 존 빙햄은 이에 강력히 반대했다.

### 제40대 의회에서 계속된 조사
제40대 의회 하원 사법위원회는 이전 의회에서 시작된 조사를 재개했다. 그들은 몇 달 동안 비공개 청문회를 열었다.

존슨과 그의 동맹자들은 점점 더 범위가 넓어지는 탄핵 조사에 대해 점점 더 좌절감을 느꼈다. 위원회가 존슨의 재정을 조사하기 시작했을 때, 존슨은 격노하며 다음과 같이 반응했다. 
나는 아들을 잃었고, 사위는 내슈빌의 마지막 전투 중에 죽었고, 다른 아들은 자신을 망쳤고, 두 번째 사위는 더 나은 상태가 아니다. 의회 위원회가 내 은행 계좌를 조사하는 것 없이도 슬픔은 충분하다고 생각한다.

1867년 3월, 조사의 느린 속도에 불만을 품은 공화당 급진파는 애슐리의 결의안에 명시된 절차를 우회하고 즉각적인 탄핵을 위해 공화당 간부 회의의 승인을 얻으려 시도했다. 존 빙햄과 제임스 F. 윌슨(하원 사법위원회 위원장)은 공화당 급진파의 이러한 노력을 저지했다. 1867년 중반까지, 의회 내 존슨의 주요 반대자들은 탄핵을 정기적으로 추진했다.

### 탄핵에 반대하는 사법위원회 투표 (1867년 6월)
1867년 6월 3일, 위원회는 5대 4로 탄핵 결의안을 하원 전체에 제출하지 않기로 투표했으며, 3명의 온건 공화당 위원과 2명의 민주당 위원이 반대 표결에 참여했다. 그러나 그들은 또한 존슨을 견책하는 것에 찬성했다. 1867년 7월 10일, 제임스 F. 윌슨은 위원회의 지시에 따라 위원회를 대표하여 10월 16일 또는 그 이후에 보고할 수 있을 것이라고 구두로 보고했다. 그는 또한 현재로서는 5명의 위원들이 탄핵을 정당화할 만한 중대한 범죄 및 비행이 발생하지 않았다고 판단했으며, 나머지 4명의 위원들은 발생했다고 믿고 있다고 밝혔다. 존슨은 탄핵을 성공적으로 피한 것으로 보였다.
| 찬성 | 0 | 4 | 4 |
| 반대 | 2 | 3 | 5 |

| 지역구          | 의원                   | 당파 | 당파   | 투표 |
| --------------- | ---------------------- | ---- | ------ | ---- |
| Massachusetts 7 | 조지 S. 바우트웰       |      | 공화당 | 찬성 |
| New York 22     | 존 C. 처칠             |      | 공화당 | 반대 |
| Wisconsin 4     | 찰스 A. 엘드리지       |      | 민주당 | 반대 |
| Ohio 4          | 윌리엄 로렌스          |      | 공화당 | 찬성 |
| Illinois 11     | 새뮤얼 S. 마셜         |      | 민주당 | 반대 |
| Maryland 4      | 프랜시스 토마스        |      | 공화당 | 찬성 |
| Pennsylvania 23 | 토마스 윌리엄스        |      | 공화당 | 찬성 |
| Vermont 1       | 프레더릭 E. 우드브리지 |      | 공화당 | 반대 |
| Iowa 1          | 제임스 F. 윌슨         |      | 공화당 | 반대 |

### 조사 재개, 존슨의 공화당 반대
하원 사법위원회는 하원 전체에 보고서를 제출하지 않았고, 이는 그들이 아직 공식적으로 조사를 종결하지 않았음을 의미했다. 존슨은 공화당을 더욱 적대시하는 행동들을 취하게 될 것이다. 이는 궁극적으로 존슨의 방해에 대한 공화당의 불안감을 증가시키고, 사법위원회가 탄핵에 대한 다수 입장을 뒤집게 만들었다. 이러한 행동 중 첫 번째는 미국 법무장관 헨리 스탠버리가 존슨의 요청에 따라 법률적 의견을 발표한 것으로, 이는 3월에 존슨의 요청에 따라 발표된 이전 의견과 결합되어 남부 군사 지휘관들의 권한을 감소시키는 법률 해석을 제시했다. 존슨의 거부권을 무릅쓰고 통과된 재건법은 남부에 5개의 군사 구역을 만들었고, 이 구역의 지휘관들에게 재건법을 집행할 광범위한 권한을 부여했다. 그러나 법무장관의 법률적 의견은 지휘관들이 의회 정책에 반하는 지역 관리들을 해임할 권한이 없다고 판단했다. 이 법률적 의견은 또한 전 남부 연합군 투표에 대한 제한을 약화시켰다.
위원회는 탄핵 조사를 위한 증거 수집을 재개했다. 1867년 7월 17일, 하원은 존 코보드의 수정된 결의안에 동의했는데, 이 결의안은 하원 사법위원회에 대통령에게 제기된 새로운 혐의를 조사하도록 지시했다. 새로운 혐의는 존슨이 링컨 암살 공모자 존 수랏의 변호인의 요청에 따라 남부 연합군 스티븐 F. 카메론에게 전면적인 사면을 주었다는 것이었다. 이 결의안은 위원회에 이 행동을 조사하도록 지시했으며, 사실이라면 이는 존슨이 "대통령을 살해한 사람들과의 공감"을 보여줄 것이라고 선언했다. 이 결의안은 또한 위원회에 제40대 의회 제2회기 첫 주에 탄핵 조사에서 이미 수집된 증언과 함께 이에 대한 증거를 하원에 보고하도록 지시했다. 제40대 의회 제2회기는 1867년 12월 2일에 시작되었다.
1867년 여름 의회 휴회 기간(1867년 7월 21일부터 11월 20일까지 지속됨) 동안, 공화당 내 분위기는 존슨의 계속된 공화당 적대 행동으로 인해 탄핵에 찬성하는 쪽으로 더욱 기울었다. 그러한 행동 중 하나는 존슨이 에드윈 M. 스탠턴 전쟁부 장관을 정직시키고 1867년 8월 12일 율리시스 S. 그랜트를 임시 전쟁부 장관으로 교체한 것으로, 이는 상원이 휴회 중이라는 직무재직법의 허점을 이용한 것이었다. 또 다른 행동은 존슨이 곧 필립 셰리든(텍사스주와 루이지애나주를 담당했던 장군)을 해고한 것에 이어 1867년 8월 12일 다니엘 시클스(노스캐롤라이나주와 사우스캐롤라이나주를 담당했던 장군)를 해고한 것으로, 이는 공화당의 분노를 더욱 부채질했다. 존슨은 그랜트의 조언에 반하여 그들을 해고했다. 셰리든과 시클스 모두 아프리카계 미국인의 시민권을 확대하는 정책을 보호하기 위해 직무를 수행했었다.
1867년 여름 회의에서 존슨의 도발적인 행동에 대한 대응으로 개최된 이 회의에서 보수적인 공화당원들은 공화당 급진파가 10월 의회 회기를 소집하여 탄핵 문제를 다루려는 노력을 저지하는 데 성공했다. 조지 S. 바우트웰, 벤자민 버틀러, 새디어스 스티븐스 하원의원과 찰스 D. 드레이크, 찰스 섬너 상원의원 등 공화당 급진파가 주도한 이 노력은 1867년 여름 의회 휴회를 종료시키려 했을 것이다. 이 노력의 주창자들은 존슨의 음모에 대항하고 특별 회기에서 그의 탄핵을 계속 추진하기를 희망했다. 그러나 존 빙햄과 제임스 G. 블레인 하원의원, 라이먼 트럼불과 윌리엄 P. 페슨든 상원의원이 주도한 보수 공화당원들은 이 노력을 저지하는 데 성공했다.
1867년 10월, 위원회의 탄핵에 대한 입장이 바뀌었다는 소문이 신문에 보도되었다. 이 소문은 이전에 탄핵에 반대했던 3명의 온건 공화당원 중 2명에 의해 근거 없다고 특징지어졌다. 소문은 특히 처칠과 윌슨이 입장을 바꾸었다는 데 초점을 맞추었다. 이는 탄핵 찬성파 위원인 윌리엄 로렌스가 언론에 두 명의 불특정 위원들이 이제 탄핵에 찬성하는 쪽으로 입장을 바꾸었다는 주장이 사실이라고 주장하면서 더욱 부채질되었다. 그러나 10월 25일, 존 C. 처칠은 자신이 마음을 바꾸었음을 시사하는 어떠한 것도 누구와도 공유한 적이 없다고 부인하는 성명을 발표했다. 10월 31일, 제임스 F. 윌슨은 하원 전체에 탄핵 결의안을 보내는 것에 찬성하는 서신을 작성했다는 소문을 부인했다. 그러나 윌슨은 자신의 입장을 밝히지 않았다. 사법위원회가 심의를 비공개로 진행했기 때문에, 휴회 후 의회가 재개되었을 때 대부분의 의원들은 여전히 계류 중인 다수 보고서가 이전 7월 투표에서 위원회가 편을 들었던 것처럼 탄핵에 반대할 것이라고 믿고 있었다.

### 탄핵에 찬성하는 사법위원회 투표 (1867년 11월)

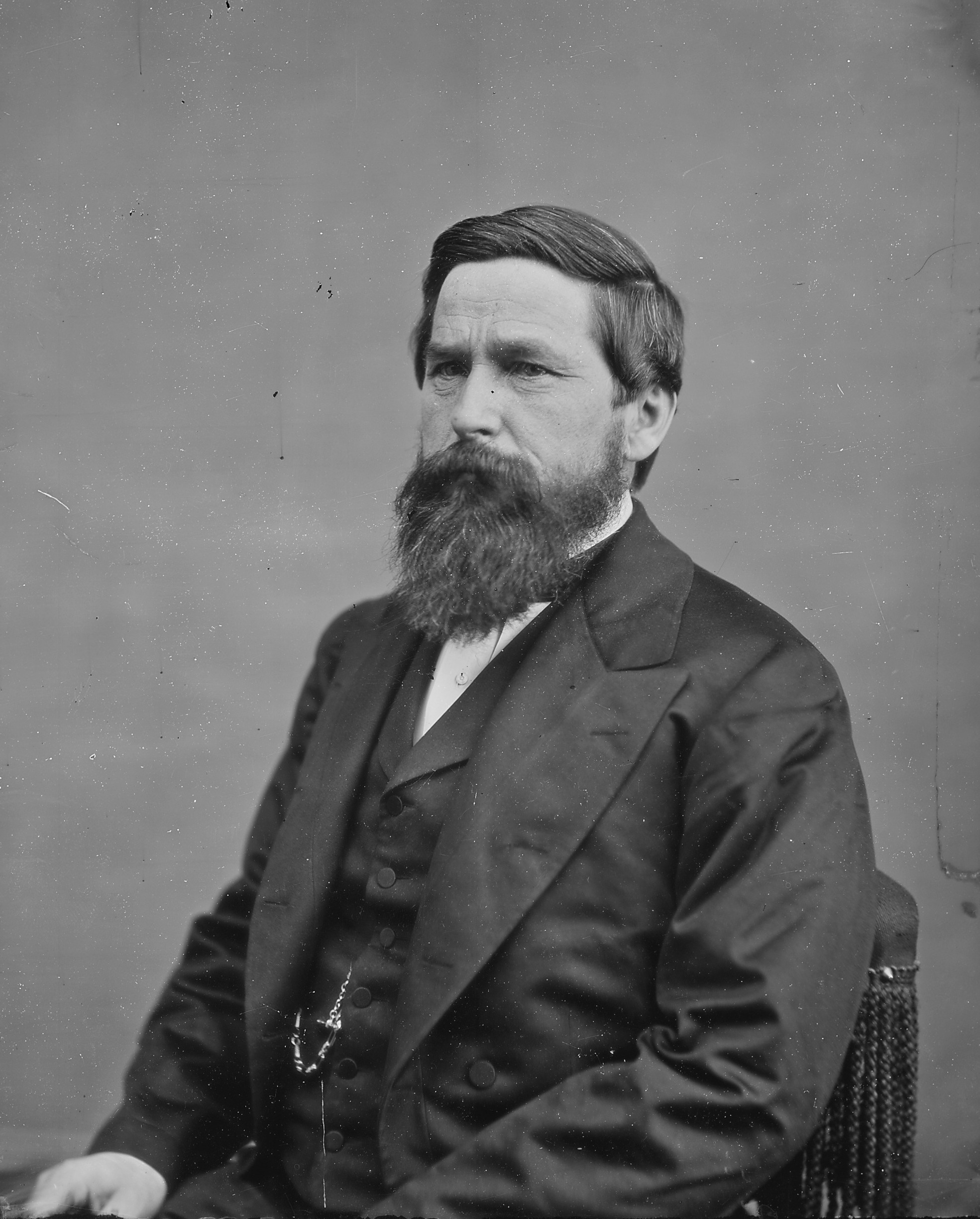
존 C. 처칠의 투표 변화로 사법위원회는 5대 4로 탄핵 찬성으로 돌아섰다.

10월에 마음을 바꾸었다는 어떠한 징후도 누구에게도 주지 않았다고 말했음에도 불구하고, 실제로 존 C. 처칠은 11월 의회 휴회가 끝날 무렵에는 탄핵에 찬성하는 쪽으로 마음을 바꾸었다. 결과적으로 1867년 11월 25일, 하원 사법위원회는 5대 4로 탄핵 절차를 권고하고 그 보고서를 하원에 제출하기로 투표했다. 다수파는 "결의안, 미국 대통령 앤드루 존슨은 중대한 범죄 및 비행으로 탄핵된다"는 결의안을 승인했다. 탄핵에 반대하는 위원회 소수파는 대신 "결의안, 사법위원회는 미국 대통령의 탄핵 제안에 대한 추가 고려에서 해임되며, 이 안건은 테이블에 놓는다"는 결의안을 하원에 제출하여 조사를 탄핵 결의안 없이 종결할 것을 제안했다.
| 찬성 | 0 | 5 | 5 |
| 반대 | 2 | 2 | 4 |

| 지역구          | 의원                   | 당파 | 당파   | 투표 |
| --------------- | ---------------------- | ---- | ------ | ---- |
| Massachusetts 7 | 조지 S. 바우트웰       |      | 공화당 | 찬성 |
| New York 22     | 존 C. 처칠             |      | 공화당 | 찬성 |
| Wisconsin 4     | 찰스 A. 엘드리지       |      | 민주당 | 반대 |
| Ohio 4          | 윌리엄 로렌스          |      | 공화당 | 찬성 |
| Illinois 11     | 새뮤얼 S. 마셜         |      | 민주당 | 반대 |
| Maryland 4      | 프랜시스 토마스        |      | 공화당 | 찬성 |
| Pennsylvania 23 | 토마스 윌리엄스        |      | 공화당 | 찬성 |
| Vermont 1       | 프레더릭 E. 우드브리지 |      | 공화당 | 반대 |
| Iowa 1          | 제임스 F. 윌슨         |      | 공화당 | 반대 |

위원회 투표가 공개된 후, 처칠은 뉴욕 타임스에 자신의 입장 변경 이유를 설명하는 장문의 편지를 발표했다. 그는 부분적으로 다음과 같이 썼다. 
대통령이 헌법적 권한을 행사하여 군 사령관을 변경하거나 재건된 주에서 군대를 철수하거나, 새로운 주 정부가 수립되고 시민 보호를 위한 자체적인 기구가 작동하기 전에 언제든지 충성파와 해방 노예가 참정권을 행사하는 데 군사적 보호에 대한 신뢰를 잃게 하는 다른 행위를 한다면, 의회의 다수 의견에 따라 남부 주를 단 하나도 이끌어낼 수 없을 것이다.

### 위원회 보고서
위원회는 하원 전체에 세 개의 보고서를 제출했는데, 다수 보고서 하나와 반대하는 소수 보고서 두 개였다.

#### 다수 보고서

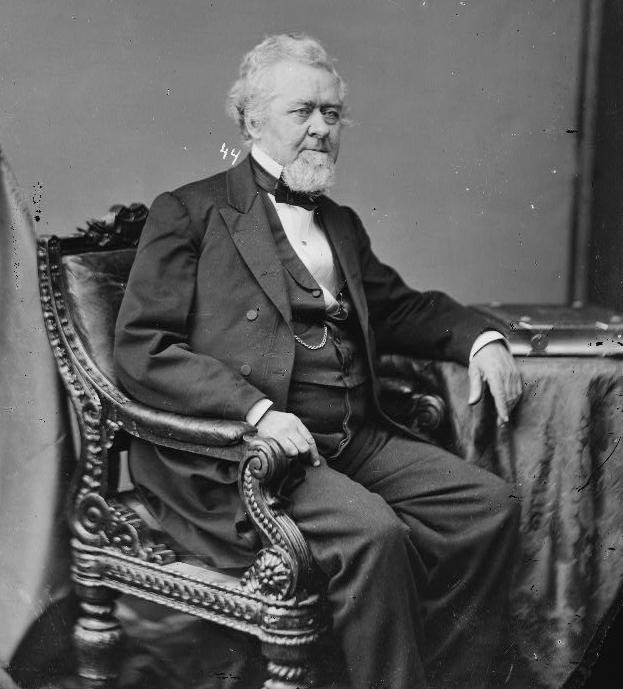
토마스 윌리엄스가 탄핵 찬성 위원회 다수 보고서를 작성했다.

탄핵에 찬성하는 다수 보고서는 공화당 급진파 위원 토마스 윌리엄스가 작성했으며, 존슨이 탄핵 기준에 도달했다고 주장하는 17가지 사례를 나열했다. 보고서는 존슨을 비난하는 주요 쟁점이 "가장 두드러진 고발 지점이며, 전국적인 관심을 끄는 것은 권력 찬탈이며, 이는 물론 법 위반을 포함한다"고 썼다. 그는 존슨이 의회를 약화시켰다고 주장했다.
다수 보고서는 초점이 없고 산만하며, 유효한 주장을 훼손하는 등 형편없이 작성되었다. 하퍼스 위클리는 이 보고서가 "일반적인 신뢰를 불러일으키지 못한다"고 평했다. 공화당 급진파에 우호적인 시카고 트리뷴조차도 보고서에 제시된 혐의가 "추론적이고 정황적"이라고 평했다. 뉴욕 타임스는 이 보고서가 존슨이 링컨 암살 공모에 연루되었다는 지속적인 소문을 폭로함으로써 오히려 대통령을 도왔다고 믿었다.

보고서는 존슨이 전 남부 반군에게 권한을 부여할 의도로 미국 의회를 약화시켰다고 특징지었다. 보고서에서 윌리엄스는 존슨이 다음과 같은 이익을 위해 행동했다고 썼다. 
반란군 주정부의 부서진 정부를 자신의 의지에 따라, 반란을 일으킨 대범죄자들의 이익을 위해, 그리고 충성스러운 주의 국민들이 과거에 대한 배상이나 미래에 대한 보장을 받을 기회를 박탈하는 방식으로 재건하려는 하나의 큰 목적.

보고서는 존슨이 전 남부 반군에게 권한을 부여하려 했다는 의도를 다음과 같이 주장했다. 
그들의 범죄를 사면하고, 토지를 반환하고, 마음은 회개하지 않고 손은 우리 국민의 피로 붉게 물든 채, 그들이 헛되이 파괴하려 했던 정부를 절대적으로 지배하지는 못하더라도 다시 한번 당황시키고 무시할 수 있는 상태로 되돌려 놓음으로써.

이 보고서는 존슨이 전 남부 반군에게 권한을 부여하려는 의도가 "모든 ... [존슨의] 특별한 악행을 해독하고 해석하는 위대한 마스터 키"라고 규정했다.
보고서는 존슨에게 다음과 같은 17가지 혐의를 제기했다.
1. 존슨이 "헌법적 보장을 이행하는 것이 자신의 의무라고 가정"하면서, (의회의 동의 없이) 마음대로 전 남부 연합 주에 새로운 정부를 제공하려고 노력했고, "의회와 충성스러운 주의 국민의 의지에 반하여 자신의 고위 공직의 권한과 엽관 임명을 통해 그들을 연방에 강제로 편입시키려" 했다는 점.[19]
2. 존슨이 다음과 같은 악행을 저질렀다는 점:
  1. 법에 규정되지 않은 직책을 만들고, 미국 상원의 조언과 동의 없이 "공공연히 취임 선서를 할 자격이 없는 사람들"을 해당 직책에 임명했다.[19]
  2. "명백한 법 위반"으로 미국 전쟁부에 속한 자금을 자신의 업무 비용과 전술한 규정되지 않은 직책 소유자들의 봉급 (자신이 결정한 비율로)을 지불하는 데 사용했다.[19]
3. 존슨이 자신이 만든 직책에 임명한 사람들에게 정부 재산을 전유하고, "정복된 사람들"로부터 세금을 징수하여 해당 직책과 관련된 비용을 지불하도록 명령했다는 점.[19]
4. 존슨이 북군이 점령했던 철도와 차량을 "대가 없이" 전 남부 연합 주주들에게 반환했으며, 막대한 정부 비용을 들여 남부 철도를 건설하고 개조했다는 점.[19]
5. 존슨이 다음과 같은 악행을 저질렀다는 점:
  1. "법적 권한 없이" 전술한 철도 주주들에게 미국 정부가 구매하고 소유했던 막대한 양의 차량과 기계를 "개인 평가액으로, 그리고 어떠한 담보도 없이 장기 신용으로" 판매했다.[19]
  2. 자신이 판매한 차량과 기계에 대한 수많은 채무 불이행 후, 그들이 다른 채권자에게 진 빚을 갚도록 돕기 위해 미국 정부에 대한 채무를 연기하도록 허용했다.[19]
  3. 테네시주가 보증하고 존슨 자신이 많은 양을 소유하고 있던 수많은 채권의 이자 체납액을 발행했다.[19]
6. 존슨이 다음과 같은 악행을 저질렀다는 점:
  1. 미국 재무부가 압류했던 막대한 양의 면화와 기타 재산을 전 남부 연합군 소유자들에게 반환했다.[19]
  2. 실제 판매된 해당 재산의 수익금을 "법을 완전히 무시하고" 재무부에 그러한 지불을 지시하고 피해 당사자들에게 법원에서 구제를 찾도록 지시함으로써 상환하려고 노력했으며, 이로써 "재무부에서 돈을 인출할 수 없는 것은 법에 따른 예산 승인에 의해서만 가능하다"는 헌법 조항의 "진정한 의미와 정신"을 위반했다.[19]
7. 존슨이 "공공에 막대한 손해를 끼치면서" 사면권을 남용하여 남부 연합의 "가장 활동적이고 강력한" 지도자들을 석방하고, 그들의 재산과 영향력을 회복시켜 자신의 정책을 추진하는 데 도움을 받으려 했으며, 또한 존슨이 "동일한 목적으로 자신의 임시 주지사들에게 그 권한을 실질적으로 위임했다"는 점.[19]
8. 존슨이 193명의 탈영병에 대해 동시에 전면 사면을 발행하고, 정부로부터 미지급된 봉급에 대한 "정당하게 몰수된 청구권"을 회복시켜 사면권을 남용했으며, 존슨이 이를 적절한 조사나 충분한 증거 없이 행했다는 점.[19]
9. 존슨이 다음과 같은 악행을 저질렀다는 점:
  1. "반란을 진압하고 반란에 위안과 지원을 제공한 자들을 처벌하기 위해 의회가 통과시킨 법률을 집행하기를 거부"하여, 위반자와 그들의 재산에 대한 절차를 지시했다.[19]
  2. 그러한 법적 절차의 시작을 금지하거나 (이미 시작된 경우) 무기한 정지시키거나 그러한 절차의 절대적인 중단을 명령함으로써 "공공 정의의 과정을 완전히 방해"했다.[19]
10. 존슨이 "중요한 주 죄수"인 클레멘트 클레이에 대한 "공공 투옥의 과정을 더욱 방해"했으며, 앨라배마주에서 그에게 제기된 반역죄 및 음모 소송에서 클레이의 체포를 금지했으며, 미국 지방 검사가 클레이로부터 압류했던 재산을 그에게 반환하도록 명령했다는 점.[19]
11. 존슨이 다음과 같은 헌법적 임명 권한을 남용했다는 점:
  1. "체계적으로 그리고 공공에 막대한 손해를 끼치면서" 다수의 "공로 있는 공직자"를 오직 존슨이 자신의 조건으로 전 남부 연합 주를 재편하고 복원할 권리가 있다는 주장을 지지하기를 거부하고, 대신 그러한 문제에 대해 "의회의 관할권과 권위를 존중"하는 것을 선호했기 때문에 해임했다.[19]
  2. 이전에 임명했지만 미국 상원에서 거부되었던 사람들을 휴회 중 임명했다.[19]
12. 존슨이 법에 반하여 "반란에 참여하여 의회가 요구하는 취임 선서를 할 자격이 없는 것으로 공공연히 알려진" 개인들을 세입 공무원 및 법적으로 규정되지 않은 직책에 임명하여 권한을 행사했으며, 그들이 그러한 직책을 맡아 직무를 수행하고 급여를 받도록 허용했다는 점.[19]
13. 존슨이 "모든 법안이 자신에게 올 때마다 거부권을 행사할 것"이라는 공개 선언에 따라, "반란 주를 재편하고 복원하려는 의회의 모든 중요한 조치"를 체계적으로 거부했다는 점. 그가 "의심할 여지 없는 의회의 권한과 전적으로 의회가 관할하는 문제에 대한 관할권 행사를 막으려는 결의 외에 다른 이유 없이" 그렇게 했다는 점.[19]
14. 존슨이 "선거의 자유와 충돌하는" 직책의 후원을 가져왔으며, 이는 그가 자신의 공식 수행원들이 "높은 급여"를 받는 일을 수행하는 대신 전국을 여행하며 정치 집회에 참석하고 대중에게 연설하도록 허용하고 장려했기 때문이라는 점.[19]
15. 존슨이 "자신의 지위의 모든 영향력"을 행사하여 전 남부 연합 주 주민들이 의회가 제시한 조건을 수용하지 못하게 했으며, "미국 의회가 피에 굶주리고 무자비하며 그들의 유일한 희망은 그에게 충성하는 것"이라는 의견을 심어줌으로써 국가적 승리의 효과를 크게 무력화시켰다는 점.[19]
16. 존슨이 다음과 같은 악행을 저질렀다는 점:
  1. "지나친 온화함과 투명한 편애"로 인해 광범위한 "억압과 유혈 사태"를 야기했다.[19]
  2. 1866년 뉴올리언스 학살("경찰 행세를 하는 남부 연합군 폭도에 의한 뉴올리언스의 충성스러운 시민 살해")을 지도자들과의 용병 교류를 통해 장려했다.[19]
  3. 1866년 뉴올리언스 학살을 장려했는데, "해당 도시에서 평화롭게 모일 정치 집회의 헌법적 권리 행사"를 반역 행위로 비난하고 폭력적인 진압이 정당하다고 주장함으로써[19]
  4. 1866년 뉴올리언스 학살을 장려했는데, 군대에게 집회 참석자들의 강제 해산을 막는 대신, 집회 참석자들의 강제 해산을 돕도록 명령함으로써[19]
17. 존슨이 "제39대 의회가 헌법적 기관이 아니라고 부정하고, 공공연한 연설에서 의회를 증오와 경멸의 대상으로 삼으려 노력함으로써, 법률에 대한 불만과 불복종 정신, 그리고 의회의 권위에 대한 반란을 조장함으로써 미국 정부를 전복하려 의도하지는 않았더라도 그러한 행위를 저질렀다"는 점.[19]

#### 소수 보고서
하나의 소수 보고서는 두 명의 민주당원(마셜과 엘드리지)이 동의했고, 다른 하나는 탄핵 권고에 반대했던 두 명의 온건 공화당원(우드브리지와 윌슨)이 동의했다.
민주당 소수 보고서는 마셜이 작성했으며, 존슨에 대한 모든 비판에 반대했다. 윌슨이 작성한 공화당 소수 보고서는 탄핵에는 반대하지만, 존슨이 "모든 선량한 시민의 비난과 규탄을 받아 마땅하다"고 믿는다고 썼다. 이 보고서는 의회가 기다렸다가 1868년 대통령 선거에서 미국 국민이 존슨을 직위에서 해임하도록 해야 한다고 주장했다. 이 보고서는 존슨이 "자신을 권력에 앉힌 사람들의 희망과 기대를 저버렸다. 그는 그들의 신뢰를 배신하고 적들과 손을 잡았다"고 선언했다. 그러나 또한 "정치적으로 그를 판단한다면 우리는 그를 비난해야 한다. 그러나 정치적 탄핵의 날은 이 나라에 슬픈 날이 될 것이다"라고 선언했다. 보고서에서 윌슨은 또한 "정치적 부적합성과 무능력은 투표함에서 심판받아야 하며, 탄핵 대법원에서 심판받아서는 안 된다"고 썼다.
공화당 소수 보고서는 탄핵에는 형사 범죄가 필요하며, 탄핵 재판에서 상원은 "특별 형사 관할권"을 가진 법원으로서 법적 절차를 따라야 한다고 주장했다. 그는 탄핵 재판이 정치적 절차가 되어서는 안 된다고 주장했다. 증거 없이, 그는 사법적 증거 규칙이 상원 탄핵 재판에 적용되어야 하며, 그러한 재판에서 상원은 "헌법이나 미국 법률에 알려진" 범죄만을 심리할 수 있다고 주장했다. 윌슨은 이러한 주장을 뒷받침하기 위해 종종 불완전한 논리를 사용하여 약한 주장을 펼쳤다. 윌슨의 공화당 다수 보고서는 다수 보고서에 제시된 사실적 혐의에 대해 효과적인 반박을 제시하기도 했다.
다수 보고서가 탄핵에 법적 범죄가 필요하지 않다는 입장을 지지하는 미국 판례를 발견한 반면, 윌슨은 공화당 소수 보고서에서 이 이론의 실제적 고려 사항을 주장했다. 그는 탄핵이 전적으로 정치적 절차라면, 대통령이 단순히 반대파에게 인기 없는 정책 때문에 탄핵될 수도 있다는 우려를 표명했다.

### 탄핵 결의안, 다수 및 소수 보고서, 그리고 증언을 하원에 보고
1867년 11월 25일 늦게, 조지 S. 바우트웰은 위원회를 대표하여 하원에 다수 보고서와 탄핵 결의안을 제출했다. 그제서야 위원회 소속이 아닌 사람들은 위원회가 탄핵을 지지하기로 결정했다는 것을 알게 되었다. 위원회가 보고한 탄핵 결의안은 단순히 "결의한다, 미국 대통령 앤드루 존슨은 중대한 범죄 및 비행으로 탄핵된다"고 되어 있었다.
바우트웰은 이어서 위원회가 조사 과정에서 수집한 증언을 하원에 제출했다. 그 후 제임스 F. 윌슨과 새뮤얼 S. 마셜이 소수 보고서를 제출했다. 하원은 이어서 바우트웰의 동의를 승인하여 보고서들을 함께 인쇄하고 탄핵 문제의 추가 심의를 1867년 12월 4일까지 연기하도록 했다. 보고서가 발행된 후에야 위원회에 소속되지 않은 사람들은 하원 사법위원회의 투표 변화가 처칠이 탄핵에 대한 입장을 바꾸었기 때문이라는 것을 알게 되었다.

## 하원의 탄핵 결의안 부결
1867년 12월 5일, 하원은 사법위원회의 탄핵 권고안을 본회의에 상정하여 심의했고, 이어서 사법위원회가 보고한 탄핵 결의안에 대한 논의가 진행되었다. 조지 S. 바우트웰은 탄핵 찬성론을, 제임스 F. 윌슨은 탄핵 반대론을 펼쳤다.
보수적인 공화당원들은 탄핵을 부결시킬 것이라고 확신했지만, 공화당 급진파는 탄핵에 성공할 것이라고 확신했다. 그러나 사법위원회의 투표에서 위원회 공화당원 7명 중 2명(위원회 온건 공화당원 3명 중 2명)이 탄핵에 반대했다. 이는 공화당원들이 존슨이 탄핵에 합당한 행위를 저질렀는지에 대해 여전히 분열되어 있으며, 많은 온건 공화당원들이 여전히 탄핵에 대한 의지가 거의 없다는 현실을 강조했다.
당시에는 "중대한 범죄 및 비행"이 무엇을 구성하는지에 대해 공화당 급진파와 보수 공화당원 사이에 의견 차이가 있었다. 이는 반역죄와 뇌물 수수와 함께 미국 헌법상 탄핵이 허용되는 유일한 근거였다. 보수파는 이전의 여러 연방 탄핵에서 변호인들이 제시한 이론을 지지했다. 즉, 정부 관리들은 형사 법률 또는 관습법의 기소 가능한 위반에 해당하는 경우에만 탄핵될 수 있다는 것이었다. 이 시기에 그들이 이 이론을 지지한 것은 주로 탄핵이 국가 안정에 미칠 제도적, 정치적 영향에 대한 두려움에서 비롯되었다. 반면 공화당 급진파는 "중대한 범죄 및 비행"이 무엇을 포괄하는지에 대해 더 넓은 견해를 가지고 있었으며, 국부들이 "불법행위, 의무불이행, 그리고 어떤 경우에는 오행위"가 탄핵의 대상이 될 의도였다고 믿었다. 그들은 영국 판례, 이전 미국의 탄핵, 그리고 19세기 초 대부분의 미국 헌법 해설가들 사이의 큰 합의를 이러한 견해를 뒷받침하는 근거로 인용했다. 그들은 또한 윌리엄 듀어, 제임스 켄트, 윌리엄 로울, 조지프 스토리와 같은 초기 미국 법학자들과 연방주의자 논집의 저자들의 견해도 인용했다.

### 조지 S. 바우트웰의 탄핵 찬성 논거

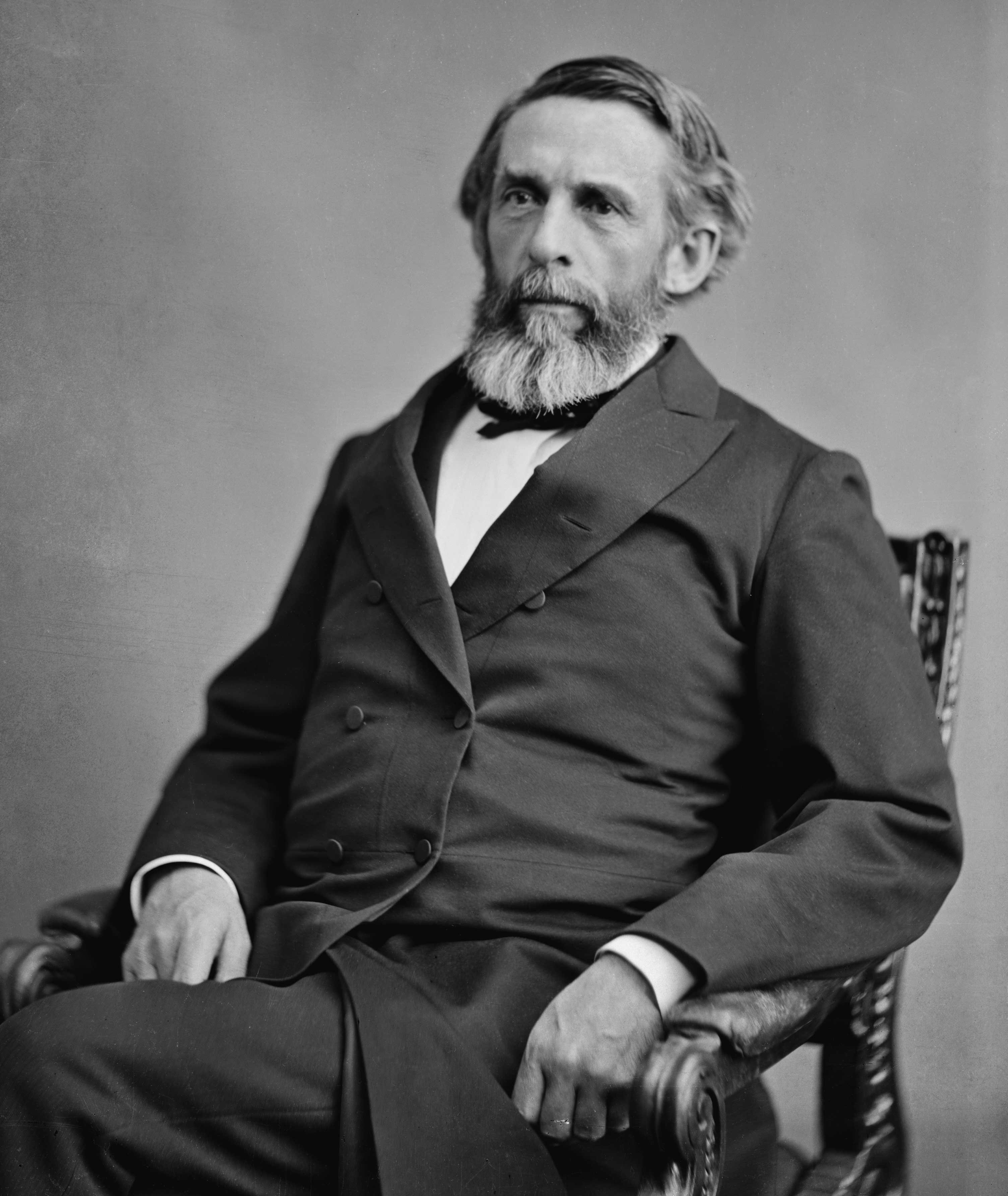
조지 S. 바우트웰이 탄핵 찬성론을 펼쳤다.

하원 사법위원회의 공화당 급진파는 자신들의 대열에서 조지 S. 바우트웰을 선발하여 하원에서 탄핵 주장을 펼치게 했다. 그는 이틀간(1867년 12월 5일과 6일)에 걸쳐 4시간 동안 발표했는데, 역사가 마이클 레스 베네딕트는 나중에 이를 "탄핵 권한에 대한 가장 명확하고 웅변적이며 설득력 있는 주장"이라고 묘사했다. 그의 연설은 주로 대통령의 행위가 법적으로 탄핵 가능한지에 대한 질문에 초점을 맞췄다. 연설은 두 시간 동안 지속되었다.
바우트웰은 탄핵 권한에 대한 광범위한 해석이 필요하다고 주장했다. 그는 탄핵에 명확한 법 위반이 필요하다는 주장을 비난했다. 대신, 영국 판례와 헌법 제정 회의의 토론을 인용하여, 그는 탄핵이 공공의 신뢰가 침해되었을 때 사용되도록 의도되었으며, 공무원이 자신의 직무를 "성실하게 수행"하기를 거부할 때 사용되어야 한다고 주장했다. 그는 부적합한 대통령을 해임하기 위해 다음 대통령 선거까지 기다릴 수 없다고 주장했다. 바우트웰은 탄핵 권한이 "어떠한 수정이나 통제도 받지 않으며", 오직 하원의 판단에 따라야 한다고 주장했다.
바우트웰은 또한 존슨이 법을 전복하고 법을 준수하기를 거부함으로써 범죄에 가까운 노골적인 비행을 저질렀으며, 따라서 그의 행동은 명백히 탄핵 가능하다고 주장했다. 그는 의회가 압도적으로 통과시킨 재건법에 대한 존슨의 거부권 행사를 인용했다. 그는 또한 존슨이 연방 통제하의 남부 주들에게 미국 수정 헌법 제14조 비준을 거부하도록 촉구한 것을 인용했다. 그는 또한 존슨이 승인 없이 임시 주지사직을 만들고, 바우트웰이 남부 연합 참여로 인해 공식적인 충성 서약을 할 자격이 없다고 주장한 임시 주지사들을 임명한 것을 인용했다. 이러한 행동들과 다른 행동들을 인용하며, 바우트웰은 존슨의 행동이 의회의 판단에 반하여 남부 연합군을 주정부와 연방 정부의 권력으로 되돌리려 의도된 것이라고 주장했다. 바우트웰은 "그의 목적에 대해, 또는 그의 목적의 범죄성과 헌법상 책임에 대해 의심의 여지가 있는가?"라고 주장했다.
바우트웰은 또한 탄핵이 1868년 대통령 선거 기간 동안 존슨이 남부 주에 간섭하는 것을 막을 수 있다는 생각에 자신의 주장의 일부를 구성했으며, 존슨이 아프리카계 미국인의 투표를 억압할 수 있다는 구체적인 우려를 인용했다.

바우트웰은 다음과 같이 주장했다. 
"헌법에 따라 이 하원에는 탄핵의 유일한 권한이 부여되어 있습니다. 그리고 이 탄핵 권한은 우리가 법률을 집행하는 유일한 수단을 제공합니다. 그리고 법률 집행을 원하는 우리 시민들은 이 하원이 손에 쥔 위대한 법을 집행하는 동안, 즉 법률의 주된 위반자였던 그 남자를 해임하고, 그것 없이는 어디에서도 법률이 집행될 수 없는, 높고 엄숙한 의무를 수행하는 동안 이 하원을 지지해야 합니다. ... 만약 우리가 결정적인 행동을 요구하는 상황이 발생했을 때 우리의 권한을 게을리하거나 사용하기를 거부한다면, 정부는 법의 정부가 아니라 사람들의 정부가 될 것입니다."

### 제임스 F. 윌슨의 탄핵 반대 논거

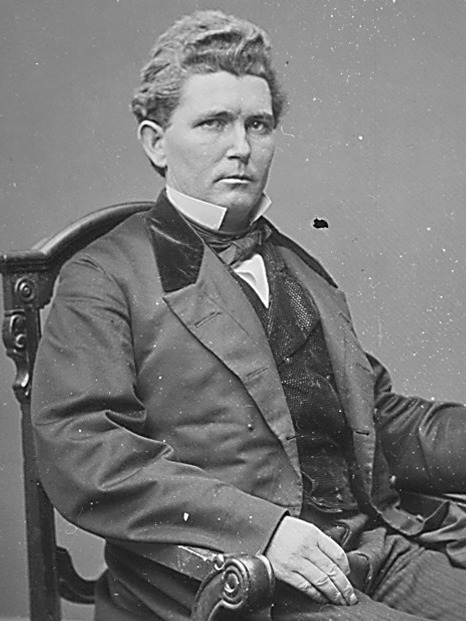
하원 사법위원회 위원장 제임스 F. 윌슨이 탄핵 반대 논거를 제시했다.

바우트웰의 발표 후, 하원 사법위원회 위원장 제임스 F. 윌슨이 탄핵에 반대하는 주장을 펼치기 위해 단상에 섰다. 윌슨은 존슨이 "최악의 대통령"이기는 하지만, 공화당의 입장에 대한 그의 반대가 불법은 아니라고 주장했다. 윌슨은 바우트웰이 주장한 것과 달리, 하원이 "탄핵 가능한 범죄"를 구성하는 것을 결정할 유일한 권한을 가지고 있지 않다고 주장했다. 윌슨은 바우트웰이 옹호하는 탄핵 권한에 대한 광범위한 해석이 이론상 하원이 대통령의 정책을 효과적으로 지시할 수 있게 할 수 있다고 경고했다. 그는 연설의 절반을 탄핵이 기소 가능한 범죄에만 국한된다고 주장하는 데 할애했고, 나머지 절반은 이 입장에 반대하는 사람들을 공격하는 데 할애했다.
윌슨은 바우트웰의 주장 중 탄핵이 1868년 대통령 선거 기간 동안 존슨이 남부 주에 간섭하는 것을 막을 수 있다는 부분이, 바우트웰이 하원이 존슨이 한 일이 아니라 그가 할 수 있는 일 때문에 탄핵되어야 한다고 효과적으로 주장하는 것이라고 특징지었다. 윌슨은 "이것은 우리를 이 하원의 양심을 넘어선 곳으로 이끌 것"이라고 주장했다.
윌슨은 또한 바우트웰의 주장이 다수 위원회 보고서와 상당한 불일치를 보인다고 주장했다. 실제로 바우트웰의 연설은 다수 보고서에 제시된 주장과 여러 불일치를 보였다. 바우트웰의 연설은 한 시점에서 영국 판례를 미국 헌법상의 탄핵과 관련하여 irrelevant하다고 일축했지만, 다수 보고서는 영국 판례를 인용했다. 바우트웰은 또한 소수파의 입장에 반대하며, 소수파의 견해는 미국 법원 관할권 밖에 있는 살인을 저지른 공무원이 탄핵으로부터 면역된다는 것이라고 특징지었다. 그러나 다수 보고서는 살인이 직무와 직접 관련이 없으므로 탄핵 가능한 범죄가 아니라는 믿음을 명시적으로 밝혔다. 마이클 레스 베네딕트는 "윌슨이 바우트웰의 뛰어난 연설과 윌리엄스의 평범한 보고서 간의 불일치를 냉정하게 분석한 것은 탄핵 찬성파의 주장에 엄청난 손상을 입혔다"고 평했다.
윌슨은 마지막 발언에서 이렇게 물었다. "만약 우리가 특정 범죄로 대통령을 기소할 수 없다면, 우리는 무엇 때문에 그를 상대로 절차를 진행해야 하는가?... 만약 우리가 구체적인 범죄를 문서로 명시할 수 없다면, 이 사건을 어떻게 상원에 재판을 위해 가져갈 수 있겠는가?"

### 탄핵 결의안에 대한 하원 투표

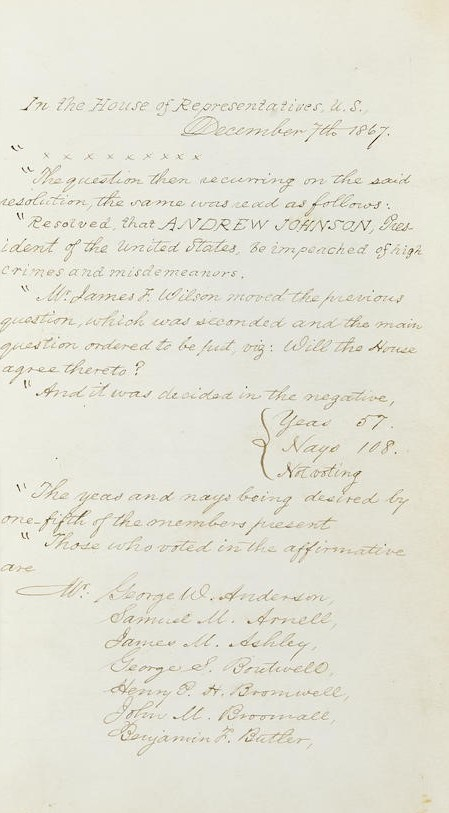
투표를 기록한 문서 사본

1867년 12월 6일 연설을 마친 후, 윌슨은 결의안을 테이블에 놓는 동의를 했다. 이 동의는 탄핵 문제에 대해 자신의 연설을 준비했던 많은 공화당 급진파를 분노하게 했다. 그들은 테이블링 동의가 성공하면 공화당이 탄핵 문제를 회피할 수 있고, 직접 투표 없이 지나갈 수 있다고 느꼈기 때문이다. 몇몇 공화당 급진파는 이 동의에 대해 필리버스터를 했다. 1867년 12월 7일, 공화당 급진파는 윌슨과 대가성 합의에 도달했는데, 그들은 필리버스터를 중단하고 윌슨은 결의안을 테이블에 놓는 동의를 철회하는 대신, 하원은 추가 토론 없이 즉시 결의안에 대한 투표를 진행하기로 했다. 그 결과, 결의안에 대한 일반적인 토론은 투표 전에 허용되지 않았으며, 토론은 바우트웰과 윌슨이 발표한 연설로 제한되었다.
12월 7일, 하원은 57대 108로 탄핵에 반대하는 투표를 했으며, 66명의 공화당원, 39명의 민주당원, 그리고 다른 당 소속의 의원 1명이 탄핵에 반대했고, 탄핵 찬성표는 모두 공화당원으로부터 나왔다. 22명의 의원들은 불참했다(공화당 17명, 민주당 4명, 무소속 공화당원 1명). 하원 의장 스카일러 콜팩스(공화당원)는 투표하지 않았다. 하원 규칙상 의장은 투표가 결정적이거나 투표가 투표용지로 진행되는 경우가 아니면 일반적인 입법 절차에서 투표할 필요가 없다.
공화당원들이 탄핵에 반대하는 투표를 결정한 동기 중 하나는 1867년 선거에서 민주당이 거둔 성공 때문일 수 있다. 코네티컷의 4월 1일 선거에서 민주당은 주지사와 주 4개 하원 의석 중 3개를 차지했으며, 이는 1864년 이후 공화당이 북부 주에서 처음으로 패배한 것이었다. 그 해가 지나면서 민주당은 1869년에 주가 상원에 보낼 인물을 선택할 수 있게 되는 오하이오 총회를 장악하는 등 여러 다른 성공을 거두었다. 이러한 민주당의 당파적 선거 성공 외에도, 공화당원들에게는 코네티컷, 미네소타, 뉴욕, 오하이오 모두에서 아프리카계 미국인에게 선거권을 부여하자는 제안이 큰 차이로 거부되었다는 사실도 경각심을 주었다. 1867년에 공화당은 미시간과 켄터키주에서만 1866년 선거 성과를 개선했다. 선거가 열린 나머지 18개 주에서는 공화당이 전년 대비 상당한 지지를 잃었다. 공화당원들은 특히 1867년 오하이오 주지사 선거에서 당이 매우 근소한 차이로 승리했다는 사실에 우려했다.
마이클 레스 베네딕트는 1867년 선거 결과가 좋지 않았기 때문에 공화당 간부 회의 내에서 "선거가 급진파의 강세를 보여주었더라면 탄핵에 찬성했을 중도파"가 "분열되었고, 그들 대부분은 탄핵에 반대했다"고 시사했다.
마이클 레스 베네딕트의 분석은 이 탄핵 투표에서 의원들의 투표와 제40대 의회의 통화 팽창 문제에 대한 투표 기록, 그리고 제39대 의회 기간 중 재건 문제에 대한 투표 기록 사이에 상관관계가 있음을 보여준다.
| 탄핵 결의안에 대한 하원 투표 | 탄핵 결의안에 대한 하원 투표 | 탄핵 결의안에 대한 하원 투표 | 탄핵 결의안에 대한 하원 투표 | 탄핵 결의안에 대한 하원 투표 | 탄핵 결의안에 대한 하원 투표 | 탄핵 결의안에 대한 하원 투표 |
| 1867년 12월 7일              | 당파                         | 당파                         | 당파                         | 당파                         | 당파                         | 총 투표수                    |
| 1867년 12월 7일              | 민주당                       | 공화당                       | 보수파                       | 보수 공화당                  | 무소속 공화당                | 총 투표수                    |
| ---------------------------- | ---------------------------- | ---------------------------- | ---------------------------- | ---------------------------- | ---------------------------- | ---------------------------- |
| 찬성                         | 0                            | 57                           | 0                            | 0                            | 0                            | 57                           |
| 반대                         | 39                           | 66                           | 1                            | 1                            | 1                            | 108                          |

| 투표        | 총 투표수 |
| ----------- | --------- |
| "찬성" 투표 | 57        |
| "반대" 투표 | 108       |
| 불참/미투표 | 23        |

| 지역구 | 의원                       | 당파 | 당파          | 투표           |
| --- | -------------------------- | ---- | ------------- | -------------- |
| Kentucky 8 | 조지 매디슨 애덤스         |      | 민주당        | 반대           |
| Iowa 3 | 윌리엄 B. 앨리슨           |      | 공화당        | 반대           |
| Massachusetts 2 | 오크스 에임스              |      | 공화당        | 반대           |
| Missouri 9 | 조지 워싱턴 앤더슨         |      | 공화당        | 찬성           |
| Maryland 2 | 스티븐슨 아처              |      | 민주당        | 반대           |
| Tennessee 6 | 새뮤얼 메이스 아넬         |      | 공화당        | 찬성           |
| Nevada at-large | 델로스 R. 애슐리           |      | 공화당        | 반대           |
| Ohio 10 | 제임스 미첼 애슐리         |      | 공화당        | 찬성           |
| California 1 | 새뮤얼 비치 액스텔         |      | 민주당        | 반대           |
| New York 21 | 알렉산더 H. 베일리         |      | 공화당        | 반대           |
| Illinois 12 | 제후 베이커                |      | 공화당        | 반대           |
| Massachusetts 8 | 존 데니슨 볼드윈           |      | 공화당        | 반대           |
| Massachusetts 6 | 나다니엘 P. 뱅크스         |      | 공화당        | 반대           |
| New York 2 | 데마스 반스                |      | 민주당        | 불참           |
| Connecticut 4 | 윌리엄 헨리 반엄           |      | 민주당        | 반대           |
| Michigan 1 | 페르난도 C. 비먼           |      | 공화당        | 반대           |
| Kentucky 7 | 제임스 B. 벡               |      | 민주당        | 반대           |
| Missouri 8 | 존 F. 벤자민               |      | 공화당        | 반대           |
| New Hampshire 3 | 제이콥 벤톤                |      | 공화당        | 반대           |
| Ohio 16 | 존 빙햄                    |      | 공화당        | 반대           |
| Maine 3 | 제임스 G. 블레인           |      | 공화당        | 반대           |
| Michigan 3 | 오스틴 블레어              |      | 공화당        | 불참           |
| Massachusetts 7 | 조지 S. 바우트웰           |      | 공화당        | 찬성           |
| Pennsylvania 6 | 벤자민 마클리 보이어       |      | 민주당        | 반대           |
| Illinois 7 | 헨리 P. H. 브롬웰          |      | 공화당        | 찬성           |
| New York 8 | 제임스 브룩스              |      | 민주당        | 반대           |
| Pennsylvania 7 | 존 마틴 브롬올             |      | 공화당        | 찬성           |
| Ohio 9 | 랠프 포머로이 버클랜드     |      | 공화당        | 반대           |
| Illinois 10 | 앨버트 G. 버               |      | 민주당        | 반대           |
| Massachusetts 5 | 벤자민 버틀러              |      | 공화당        | 찬성           |
| Pennsylvania 10 | 헨리 L. 케이크             |      | 공화당        | 불참           |
| Ohio 2 | 새뮤얼 펜턴 캐리           |      | 무소속 공화당 | 반대           |
| New York 7 | 존 윈스럽 챈러             |      | 민주당        | 반대           |
| New York 22 | 존 C. 처칠                 |      | 공화당        | 찬성           |
| Ohio 6 | 리더 W. 클라크             |      | 공화당        | 찬성           |
| Kansas at-large | 시드니 클라크              |      | 공화당        | 찬성           |
| Wisconsin 3 | 아마사 콥                  |      | 공화당        | 찬성           |
| Indiana 6 | 존 코번                    |      | 공화당        | 찬성           |
| Indiana 9 | 스카일러 콜팩스            |      | 공화당        | 미투표 (의장)α |
| Illinois 6 | 버턴 C. 쿡                 |      | 공화당        | 반대           |
| New York 13 | 토마스 코넬                |      | 공화당        | 불참           |
| Pennsylvania 21 | 존 코보드                  |      | 공화당        | 찬성           |
| Illinois 8 | 셸비 무어 컬럼             |      | 공화당        | 찬성           |
| Massachusetts 10 | 헨리 L. 도스               |      | 공화당        | 반대           |
| Rhode Island 2 | 나단 F. 딕슨 2세           |      | 공화당        | 반대           |
| Iowa 5 | 그렌빌 M. 닷지             |      | 공화당        | 반대           |
| Minnesota 2 | 이그나티우스 L. 도넬리     |      | 공화당        | 찬성           |
| Michigan 6 | 존 F. 드리그스             |      | 공화당        | 반대           |
| Ohio 17 | 에프라임 R. 에클리         |      | 공화당        | 찬성           |
| Ohio 1 | 벤자민 에글스턴            |      | 공화당        | 반대           |
| New Hampshire 1 | 제이콥 하트 엘라           |      | 공화당        | 찬성           |
| Wisconsin 4 | 찰스 A. 엘드리지           |      | 민주당        | 반대           |
| Massachusetts 1 | 토마스 D. 엘리엇           |      | 공화당        | 반대           |
| Illinois 2 | 존 F. 판스워스             |      | 공화당        | 찬성           |
| New York 16 | 오렌지 페리스              |      | 공화당        | 반대           |
| Michigan 4 | 토마스 W. 페리             |      | 공화당        | 반대           |
| New York 19 | 윌리엄 C. 필즈             |      | 공화당        | 반대           |
| Pennsylvania 20 | 다윈 에이블 피니           |      | 공화당        | 불참           |
| New York 4 | 존 폭스                    |      | 민주당        | 불참           |
| Ohio 19 | 제임스 A. 가필드           |      | 공화당        | 반대           |
| Pennsylvania 8 | 제임스 로렌스 게츠         |      | 민주당        | 반대           |
| Pennsylvania 15 | 아담 존 글로스브렌너       |      | 민주당        | 반대           |
| Kentucky 3 | 제이콥 골라데이            |      | 민주당        | 반대           |
| Missouri 4 | 조셉 J. 그래블리           |      | 공화당        | 찬성           |
| New York 15 | 존 어거스터스 그리슨월드   |      | 공화당        | 반대           |
| Kentucky 5 | 아사 그로버                |      | 민주당        | 반대           |
| New Jersey 2 | 찰스 헤이트                |      | 민주당        | 반대           |
| New Jersey 5 | 조지 A. 핼시               |      | 공화당        | 반대           |
| Ohio 8 | 코넬리우스 S. 해밀턴       |      | 공화당        | 반대           |
| Illinois 4 | 애브너 C. 하딩             |      | 공화당        | 찬성           |
| Tennessee 7 | 아이작 로버츠 호킨스       |      | 공화당        | 반대           |
| California 2 | 윌리엄 히그비              |      | 공화당        | 찬성           |
| New Jersey 4 | 존 힐                      |      | 공화당        | 반대           |
| Indiana 4 | 윌리엄 S. 홀맨             |      | 민주당        | 반대           |
| Massachusetts 4 | 새뮤얼 후퍼                |      | 공화당        | 반대           |
| Wisconsin 2 | 벤자민 F. 홉킨스           |      | 공화당        | 찬성           |
| Connecticut 2 | 줄리어스 홋치키스          |      | 민주당        | 반대           |
| Iowa 6 | 아사헬 W. 허버드           |      | 공화당        | 반대           |
| West Virginia 1 | 체스터 D. 허바드           |      | 공화당        | 반대           |
| Connecticut 1 | 리처드 D. 허버드           |      | 민주당        | 반대           |
| New York 17 | 캘빈 T. 헐버드             |      | 공화당        | 반대           |
| New York 30 | 제임스 M. 험프리           |      | 민주당        | 반대           |
| Indiana 3 | 모턴 C. 헌터               |      | 공화당        | 찬성           |
| Illinois 5 | 에본 C. 잉거솔             |      | 공화당        | 반대           |
| Rhode Island 1 | 토마스 젠크스              |      | 공화당        | 불참           |
| California 3 | 제임스 A. 존슨             |      | 민주당        | 반대           |
| Kentucky 6 | 토마스 로렌스 존스         |      | 민주당        | 반대           |
| Illinois 1 | 노먼 B. 저드               |      | 공화당        | 찬성           |
| Indiana 5 | 조지 워싱턴 줄리안         |      | 공화당        | 찬성           |
| Pennsylvania 4 | 윌리엄 D. 켈리             |      | 공화당        | 찬성           |
| New York 25 | 윌리엄 H. 켈시             |      | 공화당        | 찬성           |
| Indiana 2 | 마이클 C. 커               |      | 민주당        | 반대           |
| New York 12 | 존 H. 케첨                 |      | 공화당        | 반대           |
| West Virginia 2 | 베투엘 키친                |      | 공화당        | 불참           |
| Kentucky 4 | J. 프록터 노트             |      | 민주당        | 반대           |
| Pennsylvania 16 | 윌리엄 헨리 쿤츠           |      | 공화당        | 반대           |
| New York 20 | 애디슨 H. 라플린           |      | 공화당        | 반대           |
| Pennsylvania 24 | 조지 반 에만 로렌스        |      | 공화당        | 반대           |
| Ohio 4 | 윌리엄 로렌스              |      | 공화당        | 찬성           |
| Missouri 7 | 벤자민 F. 론               |      | 공화당        | 찬성           |
| New York 26 | 윌리엄 S. 링컨             |      | 공화당        | 반대           |
| Illinois at-large | 존 A. 로건                 |      | 공화당        | 찬성           |
| Iowa 4 | 윌리엄 로플리지            |      | 공화당        | 찬성           |
| Maine 1 | 존 린치                    |      | 공화당        | 찬성           |
| Oregon at-large | 루퍼스 맬러리              |      | 공화당        | 불참           |
| Illinois 11 | 새뮤얼 S. 마셜             |      | 민주당        | 반대           |
| New York 18 | 제임스 M. 마빈             |      | 공화당        | 반대           |
| Tennessee 2 | 호레이스 메이너드          |      | 공화당        | 찬성           |
| New York 23 | 데니스 매카시              |      | 공화당        | 반대           |
| Missouri 5 | 조셉 W. 맥클러그           |      | 공화당        | 찬성           |
| Maryland 1 | 하이럼 맥컬러프            |      | 민주당        | 반대           |
| Pennsylvania 13 | 율리시스 머큐리            |      | 공화당        | 찬성           |
| Pennsylvania 14 | 조지 펀스턴 밀러           |      | 공화당        | 반대           |
| New Jersey 1 | 윌리엄 무어                |      | 공화당        | 불참           |
| Pennsylvania 22 | 제임스 K. 무어헤드         |      | 공화당        | 반대           |
| Ohio 13 | 조지 W. 모건               |      | 민주당        | 반대           |
| Pennsylvania 17 | 다니엘 존슨 모렐           |      | 공화당        | 불참           |
| New York 5 | 존 모리시                  |      | 민주당        | 불참           |
| Tennessee 4 | 제임스 멀린스              |      | 공화당        | 찬성           |
| Ohio 5 | 윌리엄 문젠                |      | 민주당        | 반대           |
| Pennsylvania 3 | 레너드 마이어스            |      | 공화당        | 찬성           |
| Missouri 2 | 카먼 A. 뉴콤               |      | 공화당        | 찬성           |
| Indiana 1 | 윌리엄 E. 니블랙           |      | 민주당        | 반대           |
| Delaware at-large | 존 A. 니콜슨               |      | 민주당        | 반대           |
| Tennessee 8 | 데이비드 알렉산더 넌       |      | 공화당        | 찬성           |
| Pennsylvania 2 | 찰스 오닐                  |      | 공화당        | 찬성           |
| Indiana 8 | 갓러브 스타인 오스         |      | 공화당        | 찬성           |
| Wisconsin 1 | 핼버트 E. 페인             |      | 공화당        | 찬성           |
| Maine 2 | 시드니 퍼햄                |      | 공화당        | 반대           |
| Maine 4 | 존 A. 피터스               |      | 공화당        | 반대           |
| Maryland 3 | 찰스 E. 펠프스             |      | 보수파        | 반대           |
| Maine 5 | 프레더릭 오거스터스 파이크 |      | 공화당        | 반대           |
| Missouri 1 | 윌리엄 A. 파일             |      | 공화당        | 찬성           |
| Ohio 15 | 토비아스 A. 플랜츠         |      | 공화당        | 반대           |
| Vermont 2 | 루크 P. 폴란드             |      | 공화당        | 반대           |
| West Virginia 3 | 다니엘 폴슬리              |      | 공화당        | 반대           |
| New York 24 | 시어도어 M. 포메로이       |      | 공화당        | 불참           |
| Iowa 2 | 하이럼 프라이스            |      | 공화당        | 찬성           |
| New York 14 | 존 V. L. 프루인            |      | 민주당        | 반대           |
| Pennsylvania 1 | 새뮤얼 J. 랜들             |      | 민주당        | 반대           |
| Illinois 13 | 그린 베리 럼               |      | 공화당        | 불참           |
| New York 10 | 윌리엄 H. 로버트슨         |      | 공화당        | 반대           |
| New York 3 | 윌리엄 에리게나 로빈슨     |      | 민주당        | 반대           |
| Illinois 9 | 루이스 위난스 로스         |      | 민주당        | 반대           |
| Wisconsin 5 | 필레터스 소여              |      | 공화당        | 반대           |
| Ohio 3 | 로버트 C. 쉔크             |      | 공화당        | 찬성           |
| Pennsylvania 19 | 글렌니 윌리엄 스코필드     |      | 공화당        | 불참           |
| New York 28 | 루이스 셀리에              |      | 무소속 공화당 | 불참           |
| Indiana 11 | 존 P. C. 섕크스            |      | 공화당        | 찬성           |
| Ohio 7 | 새뮤얼 셸라바거            |      | 공화당        | 불참           |
| New Jersey 3 | 찰스 싯그리브스            |      | 민주당        | 반대           |
| Vermont 3 | 워딩턴 커티스 스미스       |      | 공화당        | 반대           |
| Ohio 18 | 루퍼스 P. 스폴딩           |      | 공화당        | 반대           |
| Connecticut 3 | 헨리 H. 스태크웨더         |      | 공화당        | 반대           |
| New Hampshire 2 | 아론 플레처 스티븐스       |      | 공화당        | 찬성           |
| Pennsylvania 9 | 새디어스 스티븐스          |      | 공화당        | 찬성           |
| New York 6 | 토마스 E. 스튜어트         |      | 보수 공화당   | 반대           |
| Tennessee 3 | 윌리엄 브리클리 스톡스     |      | 공화당        | 찬성           |
| Maryland 5 | 프레더릭 스톤              |      | 민주당        | 반대           |
| New York 1 | 스티븐 테이버              |      | 민주당        | 반대           |
| Nebraska at-large | 존 태피                    |      | 공화당        | 불참           |
| Pennsylvania 5 | 케일럽 뉴볼드 테일러       |      | 공화당        | 반대           |
| Maryland 4 | 프랜시스 토마스            |      | 공화당        | 찬성           |
| Tennessee 5 | 존 트림블                  |      | 공화당        | 찬성           |
| Michigan 5 | 롤랜드 E. 트로우브리지     |      | 공화당        | 찬성           |
| Massachusetts 3 | 지네리 트위첼              |      | 공화당        | 불참           |
| Michigan 2 | 찰스 업슨                  |      | 공화당        | 반대           |
| New York 31 | 헨리 반 아넘               |      | 공화당        | 반대           |
| Pennsylvania 11 | 다니엘 마이어스 반 오켄    |      | 민주당        | 반대           |
| New York 29 | 버트 반 혼                 |      | 공화당        | 불참           |
| Missouri 6 | 로버트 T. 반 혼            |      | 공화당        | 찬성           |
| Ohio 12 | 필라델프 반 트럼프         |      | 민주당        | 반대           |
| New York 11 | 찰스 반 위크               |      | 공화당        | 반대           |
| New York 27 | 해밀턴 워드                |      | 공화당        | 찬성           |
| Wisconsin 6 | 캐드월래더 C. 워시번       |      | 공화당        | 반대           |
| Indiana 7 | 헨리 D. 워시번             |      | 공화당        | 반대           |
| Massachusetts 9 | 윌리엄 B. 워시번           |      | 공화당        | 반대           |
| Illinois 3 | 엘리후 B. 워시번           |      | 공화당        | 반대           |
| Ohio 14 | 마틴 웰커                  |      | 공화당        | 반대           |
| Pennsylvania 23 | 토마스 윌리엄스            |      | 공화당        | 찬성           |
| Indiana 10 | 윌리엄 윌리엄스            |      | 공화당        | 찬성           |
| Iowa 1 | 제임스 F. 윌슨             |      | 공화당        | 반대           |
| Ohio 11 | 존 토마스 윌슨             |      | 공화당        | 반대           |
| Pennsylvania 18 | 스티븐 파울러 윌슨         |      | 공화당        | 찬성           |
| Minnesota 1 | 윌리엄 윈덤                |      | 공화당        | 불참           |
| New York 9 | 페르난도 우드              |      | 민주당        | 불참           |
| Vermont 1 | 프레더릭 E. 우드브리지     |      | 공화당        | 반대           |
| Pennsylvania 12 | 조지 워싱턴 우드워드       |      | 민주당        | 반대           |
| 주석: ^α 스카일러 콜팩스는 하원 의장으로 재직 중이었다. 하원 규칙에 따르면, "의장은 보통 입법 절차에서 투표할 필요가 없으며, 단지 그러한 투표가 결정적이거나 하원이 투표용지로 투표하는 경우에만 투표한다." |                            |      |               |                |

## 이후
보수 및 온건 공화당원들의 탄핵 반대 투표에 대한 급진파의 분노는 공화당의 분열을 위협했다. 탄핵 투표 실패 이틀 후, 급진파는 새디어스 스티븐스의 자택에 모여 공화당과 별개로 급진파를 위한 별도의 의회 조직을 만들 것을 논의했다.
1867년 12월 13일, 하원 의원들은 연방 상태에 대한 전원위원회에서 토론의 자유를 활용하여 실패한 탄핵 결의안에 대해 길게 논의했다.
존슨은 탄핵 위협에서 벗어났다고 느끼며 더욱 공격적으로 행동하기 시작했다. 그는 이전에 취했던 행동들과 결합하여, 모든 재건된 주가 남부 충성파보다 전 반군에게 더 동조적인 관리들의 감독을 받도록 조치했다. 1867년 12월 28일, 그는 존 포프를 조지아주와 앨라배마주에 대한 지휘관 직위에서 해임하고 에드워드 오드를 아칸소주와 미시시피주에 대한 지휘관 직위에서 해임했으며, 각각 더 보수적인 조지 미드와 매우 보수적인 앨번 컬럼 길렘으로 교체했다. 그는 또한 미드의 부하인 웨이저 스웨인(미드가 앨라배마에 대한 권한을 위임했던)을 교체했다.
1868년 1월 22일, 하원은 99대 31로 앤드루 존슨에 대한 두 번째 탄핵 조사를 시작하는 결의안을 승인했으며, 이번에는 하원 재건 특별위원회가 이를 담당했다. 1868년 2월 13일 위원회 회의에서, 스티븐스가 제안한 존슨 탄핵 결의안에 대한 테이블링 동의에 대한 투표는 위원회 5명의 위원이 1867년 12월 투표 이후 입장을 바꾸지 않고 여전히 탄핵에 반대하고 있음을 효과적으로 보여주었다. 2월 13일 투표 후, 탄핵 가능성은 잠시 사라진 것처럼 보였다.

### 1868년 존슨의 탄핵
1868년 2월 13일 재건위원회 투표 이후 탄핵 문제가 사라진 것처럼 보였지만, 며칠 후 탄핵 가능성은 다시 살아났다. 1868년 2월 21일, 존슨은 의회가 1867년 3월 존슨의 거부권을 무릅쓰고 통과시킨 직무재직법을 위반하여, 이 법이 주로 보호하기 위해 고안된 전쟁부 장관 에드윈 M. 스탠턴을 직위에서 해임하려고 시도했다. 2월 10일, 하원은 탄핵에 대한 추가적인 책임을 사법위원회에서 재건 특별위원회로 이전하기로 99대 31로 투표했다. 1868년 2월 21일, 새디어스 스티븐스는 하원에 존슨에 대한 첫 번째 탄핵 조사에서 수집된 증거를 재건 특별위원회(두 번째 탄핵 조사를 진행 중인)에 회부하고, 재건위원회가 "언제든지 보고할 수 있도록 허락한다"는 결의안을 제출했다. 이 결의안은 하원에서 승인되었다. 2월 22일, 재건 특별위원회는 하원에 탄핵 결의안과 존슨이 중대한 범죄 및 비행으로 탄핵되어야 한다고 권고하는 보고서를 제출했다. 1868년 2월 24일, 미국 하원은 126대 47로 존슨을 "중대한 범죄 및 비행"으로 탄핵하기로 투표했으며, 이는 탄핵 결의안이 채택된 지 약 일주일 후 별도의 투표로 통과된 11개 탄핵 조항에 자세히 명시되었다.
채택된 탄핵 조항에서 존슨에 대해 제시된 주요 혐의는 그가 스탠턴을 직위에서 해임함으로써 직무재직법을 위반했다는 것이었다. 탄핵 조항 초안 작성을 맡은 위원회는 존슨에 대한 첫 탄핵 조사에서 토마스 윌리엄스의 사법위원회 다수 보고서가 권고한 혐의들을 포함하지 않기로 결정했다. 뉴욕 타임스는 그러한 혐의를 포함하는 것이 존슨의 탄핵에서 "기소의 도덕적 및 법적 효과"에 치명적인 손상을 입힐 것이라고 보도했다. 위원회가 최종적으로 작성한 탄핵 조항들은 그 초점이 좁았고, 법률적이었으며, 형사 기소에 맞춰져 있었는데, 이는 1867년 하원 의원들을 설득하는 데 실패한 광범위한 혐의에 대한 직접적인 반응이었을 가능성이 높다.
존슨은 상원 재판에서 간신히 무죄 판결을 받았다. 상원은 유죄 판결에 찬성 35표, 반대 19표를 던졌는데, 이는 유죄 판결에 필요한 3분의 2 다수에 한 표 부족했다.

## 같이 보기
- 앤드루 존슨 탄핵 연대표